# 郡山市
郡山市（こおりやまし）は、福島県の中通り中部に位置する市。中核市に指定されている。また仙台都市圏に次ぐ東北地方第2の規模を持つ郡山都市圏を形成している。
東北地方有数の商工業都市であり、「商都郡山」「経済県都」とも呼ばれる。宮城県仙台市（約109万人）に次いで東北地方で第2位、県庁所在地である福島市（約27万人）を上回る県内最多の人口（約31万人）を有する。

## 概要
郡山市の領域は、中央分水界となっている奥羽山脈の東西にわたる。市の西部は日本海側である猪苗代湖南岸に位置し、東部は阿武隈高地に及ぶ。
市街地エリアは栃木県の宇都宮市と宮城県の仙台市の中間に位置しており、東北新幹線・東北本線・東北自動車道・国道4号で繋がれている。西（日本海側）の会津若松市や新潟市と東（太平洋側）のいわき市へは、磐越自動車道や磐越西線・磐越東線および国道49号で移動する事が可能である。そのため、県内の交通の十字路として拠点化が進み、経済・内陸工業・流通・交通の要衝として、東北地方第2の人口と経済規模を擁する郡山都市圏を形成している。
このような郡山市の拠点性により県域放送をしているテレビ局2局（福島中央テレビ・福島放送）とFM局1局（エフエム福島）が立地し、県庁所在地ではないにもかかわらず、福島県の情報集散地のひとつとしても機能している。民営事業所数15,927か所、商業事業所数4,341か所、年間商品販売額1兆4913億円（2007年度）で、いずれも経済分野で福島県内で第1位（東北地方で第2位）であり、「商都」「経済県都」とも呼ばれている。
江戸時代には奥州街道の郡山宿があったが、当時の人口はおよそ5,000人程度であり、周辺は原野が広がるような不毛な土地であった。郡山市の発展は明治時代に開削された安積疏水の寄与が大きい。大規模国家プロジェクトである安積疏水によって猪苗代湖の水を農業用水として引き入れた。それによって当地の開拓や都市化を進め、工業用水・水力発電・飲用水にも用いられ、農業や工業が発展した。なお、郡山駅が鉄道路線の分岐駅となって人や物が集散し、大正時代には市制施行により、本市が福島県最大の都市となった。戦後の高度経済成長期には京浜工業地帯の企業が多く進出し、関東地方との繋がりが強まった。
2013年9月1日には推計人口が328,112人となり、それまで福島県内で最大だったいわき市（327,993人）の人口を上回り、1966年以来約47年ぶりに県内最多となった。しかし、2016年1月1日段階で再びいわき市（349,190人）に県内最多の座を明け渡している。近年は両市の推計人口は僅差であり、2023年9月1日の推計より再び県内最多となった。市町村合併により市域が広大ないわき市に対して、郡山市の人口密度は県内最高である（2015年国勢調査）。
2018年12月、政府により東京一極集中を是正し地方活性化の中心拠点となる中枢中核都市全国82市のひとつとして選定された。
2019年1月には、行政サービスや人口減少対策など各自治体の共通課題に連携して取り組む連携中枢都市圏構想の形成に向け、近隣14市町村と連携協約を締結した。

## 地理

郡山市市街地周辺の空中写真（2014年7月12日撮影の57枚を合成作成）。
市街地の東に見える河川は阿武隈川。。

郡山市は、福島県の中央部に位置する。安積原野または郡山盆地と呼ばれる海抜245mの平坦地を中心に市街地が広がっている。
西に猪苗代湖、東に阿武隈山地、北は安達太良山に接しており、市の中心部を南から北へ阿武隈川が流れる。
市域は広く、郡山駅周辺の市街地はビッグアイ展望台から望むことが出来る。

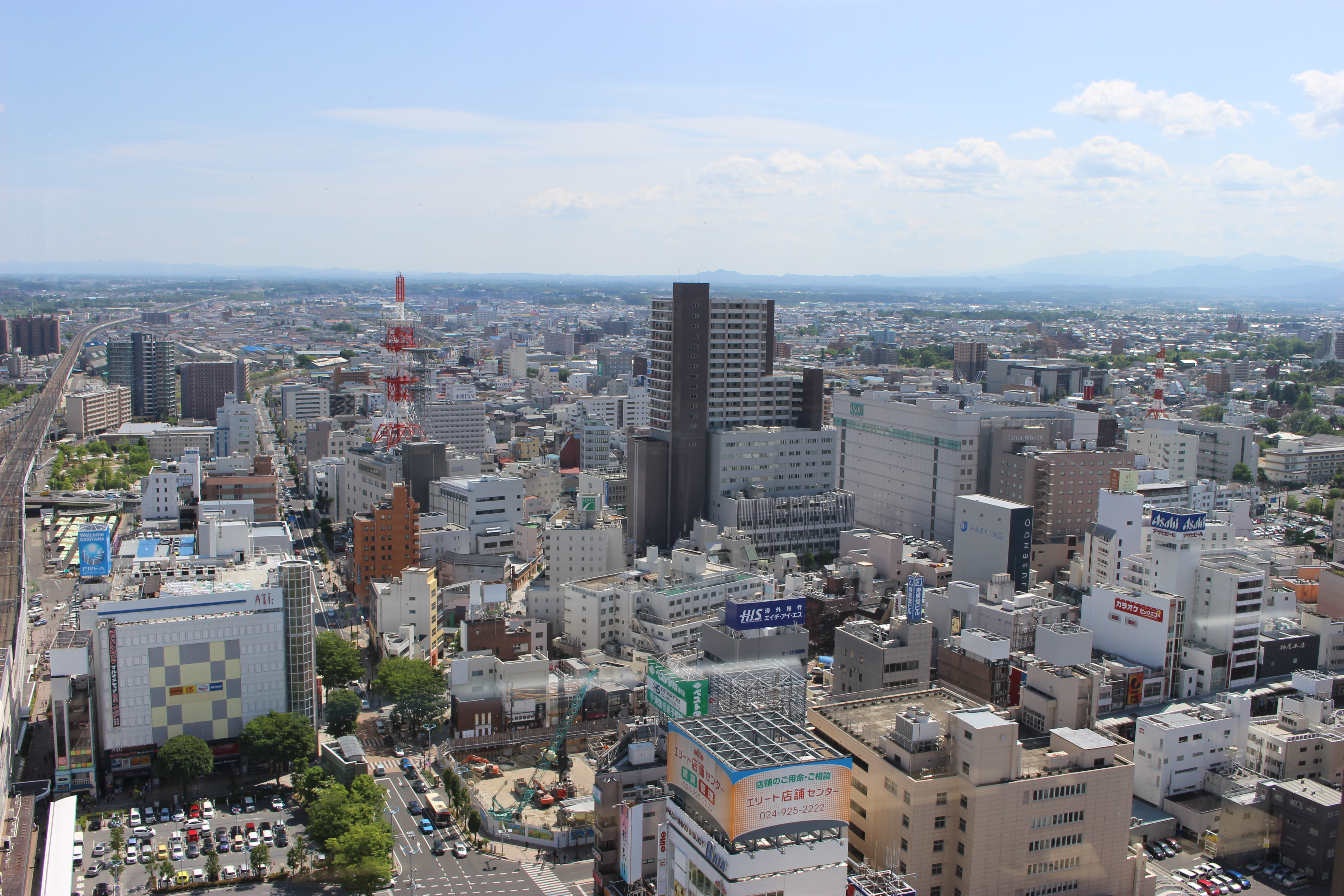
ビッグアイ展望ロビーから望む郡山市街地
郡山駅西口駅前広場
富久山町の高台から望む郡山市街地 手前の列車は磐越東線
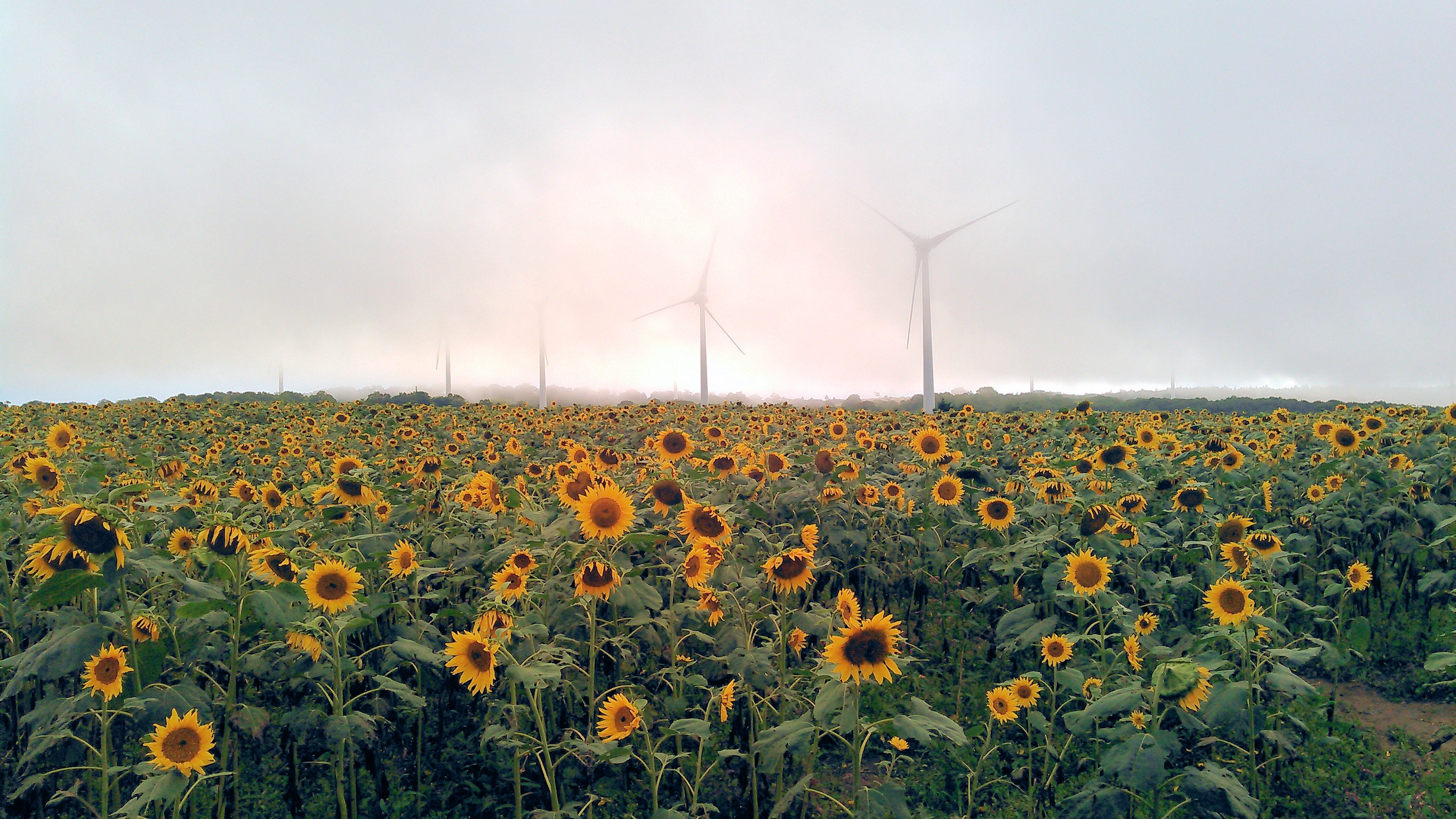
布引高原に咲くひまわりと風車
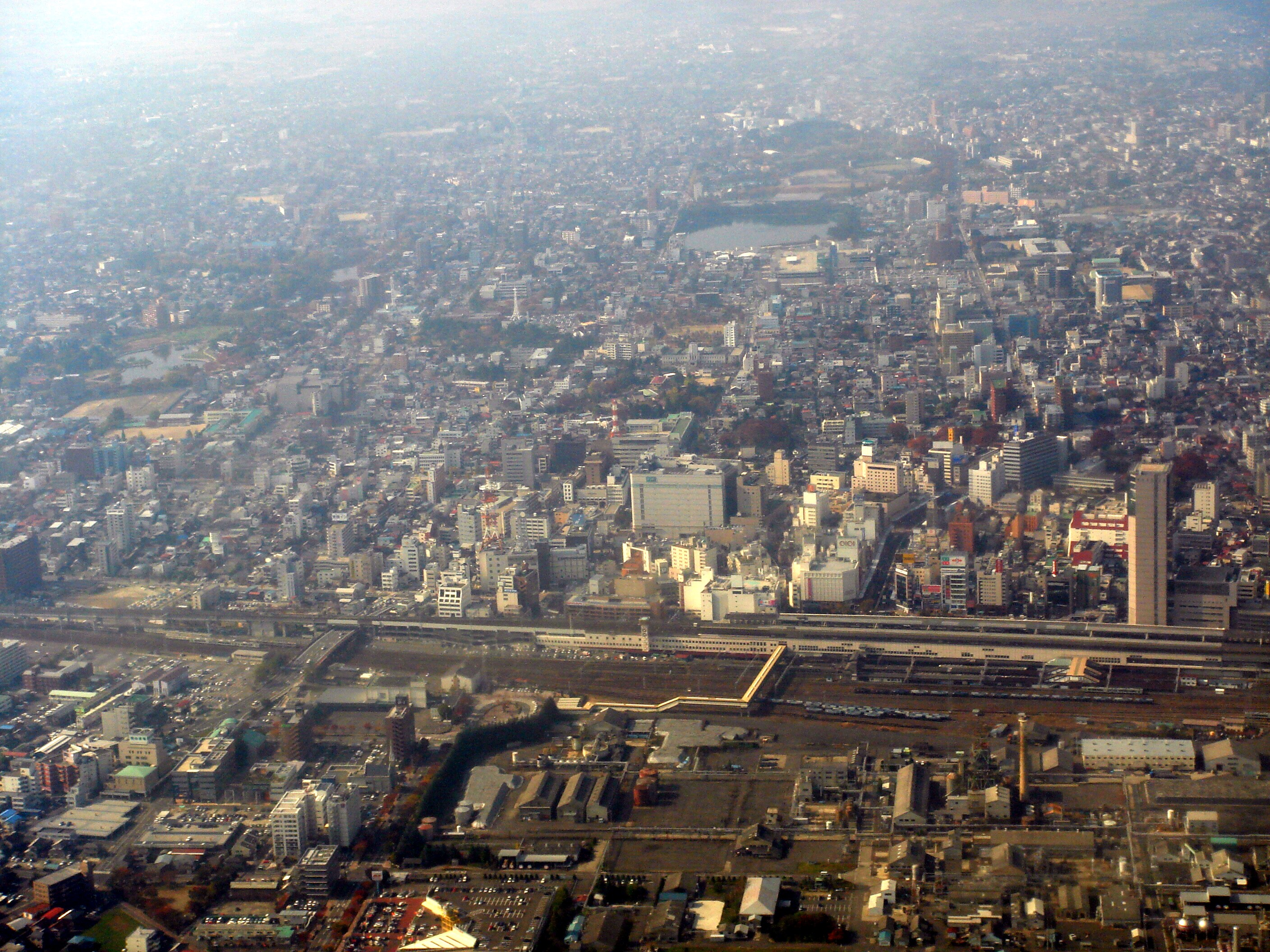
郡山市街地

### 気候
郡山市の気候は一年を通して風が吹き、乾燥した気候であり、市街地ではヒートアイランド現象の影響も強い。
冬期、1月の最低平均気温は-2.5℃、マイナス10度を下回ることは稀であり、21世紀に入ってから最も下がったのは2012年2月1日の-12.5度となっている。一方、日中の平均最高気温は4.5℃と低く、真冬日も珍しくない。
ただ、郡山市には気象台の測候所がなく中心市街地から少し離れた近郊の郡山カルチャーパークにあるアメダスのみである。アメダスには積雪計も設置されていないため、正確な積雪状況の把握ができない。冬期、1月の降水量平年値（アメダス）は、福島56.2mm 白河44.1mm 郡山40.9mmとなっており、福島県中通り地方の主要都市の中では郡山市が最も少ない。
夏は典型的な盆地の福島市ほどは暑くならず、35度を超えることは稀であり、または熱帯夜となることも少ないなど朝晩を中心に比較的過ごしやすい。
過去最高気温は2025年（令和7年）7月26日に観測された37.3℃、過去最低気温は1984年（昭和59年）3月2日に観測された-12.8℃である。
以上はアメダスのデータである。なお、奥羽山脈にかかる西部の気候はかなり異なり、旧湖南村は豪雪地帯に指定されている他、豪雪地帯指定はされていない旧熱海町も積雪が多い。
| 郡山 （1991年 - 2020年）の気候 | 郡山 （1991年 - 2020年）の気候 | 郡山 （1991年 - 2020年）の気候 | 郡山 （1991年 - 2020年）の気候 | 郡山 （1991年 - 2020年）の気候 | 郡山 （1991年 - 2020年）の気候 | 郡山 （1991年 - 2020年）の気候 | 郡山 （1991年 - 2020年）の気候 | 郡山 （1991年 - 2020年）の気候 | 郡山 （1991年 - 2020年）の気候 | 郡山 （1991年 - 2020年）の気候 | 郡山 （1991年 - 2020年）の気候 | 郡山 （1991年 - 2020年）の気候 | 郡山 （1991年 - 2020年）の気候 |
| 月                             | 1月                            | 2月                            | 3月                            | 4月                            | 5月                            | 6月                            | 7月                            | 8月                            | 9月                            | 10月                           | 11月                           | 12月                           | 年                             |
| ------------------------------ | ------------------------------ | ------------------------------ | ------------------------------ | ------------------------------ | ------------------------------ | ------------------------------ | ------------------------------ | ------------------------------ | ------------------------------ | ------------------------------ | ------------------------------ | ------------------------------ | ------------------------------ |
| 最高気温記録 °C （°F）         | 14.5 (58.1)                    | 18.6 (65.5)                    | 23.1 (73.6)                    | 29.5 (85.1)                    | 34.2 (93.6)                    | 34.8 (94.6)                    | 37.3 (99.1)                    | 36.6 (97.9)                    | 34.1 (93.4)                    | 30.1 (86.2)                    | 25.3 (77.5)                    | 18.7 (65.7)                    | 37.3 (99.1)                    |
| 平均最高気温 °C （°F）         | 4.5 (40.1)                     | 5.5 (41.9)                     | 9.5 (49.1)                     | 16.1 (61)                      | 21.6 (70.9)                    | 24.8 (76.6)                    | 28.0 (82.4)                    | 29.4 (84.9)                    | 25.2 (77.4)                    | 19.4 (66.9)                    | 13.5 (56.3)                    | 7.5 (45.5)                     | 17.1 (62.8)                    |
| 日平均気温 °C （°F）           | 0.9 (33.6)                     | 1.4 (34.5)                     | 4.6 (40.3)                     | 10.5 (50.9)                    | 16.2 (61.2)                    | 20.0 (68)                      | 23.5 (74.3)                    | 24.5 (76.1)                    | 20.4 (68.7)                    | 14.5 (58.1)                    | 8.6 (47.5)                     | 3.4 (38.1)                     | 12.4 (54.3)                    |
| 平均最低気温 °C （°F）         | −2.5 (27.5)                    | −2.3 (27.9)                    | 0.1 (32.2)                     | 5.0 (41)                       | 11.1 (52)                      | 15.9 (60.6)                    | 19.9 (67.8)                    | 20.7 (69.3)                    | 16.5 (61.7)                    | 10.1 (50.2)                    | 3.8 (38.8)                     | −0.4 (31.3)                    | 8.2 (46.8)                     |
| 最低気温記録 °C （°F）         | −12.0 (10.4)                   | −12.5 (9.5)                    | −12.8 (9)                      | −4.4 (24.1)                    | 1.5 (34.7)                     | 7.8 (46)                       | 8.8 (47.8)                     | 12.0 (53.6)                    | 5.4 (41.7)                     | −1.0 (30.2)                    | −5.8 (21.6)                    | −11.1 (12)                     | −12.8 (9)                      |
| 降水量 mm （inch）             | 40.9 (1.61)                    | 27.6 (1.087)                   | 66.1 (2.602)                   | 75.4 (2.969)                   | 92.2 (3.63)                    | 120.6 (4.748)                  | 191.2 (7.528)                  | 144.4 (5.685)                  | 162.7 (6.406)                  | 126.5 (4.98)                   | 57.8 (2.276)                   | 38.1 (1.5)                     | 1,143.3 (45.012)               |
| 平均降水日数 （≥1.0 mm）       | 7.3                            | 5.7                            | 9.1                            | 9.0                            | 9.7                            | 11.4                           | 14.0                           | 11.3                           | 11.3                           | 8.9                            | 6.9                            | 7.3                            | 111.8                          |
| 平均月間日照時間               | 128.8                          | 140.0                          | 170.9                          | 181.6                          | 195.7                          | 148.9                          | 138.2                          | 164.3                          | 125.9                          | 133.0                          | 129.2                          | 124.6                          | 1,781.1                        |
| 出典1：気象庁                  |                                |                                |                                |                                |                                |                                |                                |                                |                                |                                |                                |                                |                                |
| 出典2：気象庁                  |                                |                                |                                |                                |                                |                                |                                |                                |                                |                                |                                |                                |                                |

## 行政
- 市長: 椎根健雄（しいね　たけお）

### 歴代市長
- 初代: 大森吉弥（1925年 - 1929年）
- 2代: 和田潤（1929年 - 1937年）
- 3代: 村井八郎（1937年 - 1940年）
- 4代: 関卯次郎（1940年 - 1942年）
- 5代: 大島破竹郎（1942年 - 1947年）
- 6代: 伊藤七司（1947年4月 - 5月、就任直後に進駐軍から公職不適格者として追放）
- 7代: 本間善庫（1947年5月 - 1951年）
- 8代: 丹治重盛（1951年 - 1959年）
- 9代: 秀瀬日吉（1959年5月1日 - 1977年4月26日）
- 10代: 高橋堯（1977年4月27日 - 1985年4月26日）
- 11代: 青木久（1985年4月27日 - 1993年4月26日）
- 12代: 藤森英二（1993年4月27日 - 2005年4月26日）
- 13代: 原正夫（2005年4月27日 - 2013年4月26日）
- 14代: 品川萬里（品川万里）（2013年4月27日 - 2025年4月26日）
- 15代: 椎根健雄（2025年4月27日 - ）

### ナンバープレート
郡山市は、ご当地ナンバーである郡山ナンバー（福島運輸支局）が2014年（平成26年）11月17日から交付されていて、対象地域は当市のみである。

## 立法

### 郡山市議会
- 定数：38名
- 任期：2015年（平成23年）9月4日 - 2019年（令和元年）9月3日
- 議長：佐藤政喜（志翔会、3期）
- 副議長：遠藤敏郎（新政会、5期）

| 会派名               | 議席数 | 議員名（◎は会長） |
| -------------------- | ------ | --- |
| 志翔会               | 16     | ◎七海喜久雄、佐藤政喜、馬場大造、森合秀行、佐藤栄作、山口信雄、大木進、佐藤徹哉、川前光徳、塩田義智、諸越裕、近内利男、久野三男、大内嘉明、鈴木祐治、高橋隆夫 |
| 新政会               | 8      | ◎橋本幸一、渡部龍治、會田一男、折笠正、栗原晃、廣田耕一、石川義和、遠藤敏郎                                                                                   |
| 郡山市議会公明党     | 4      | ◎小島寛子、山根悟、伹野光夫、田川正治 |
| 社会民主党           | 3      | ◎飛田義昭、飯塚裕一、八重樫小代子 |
| 日本共産党郡山市議団 | 3      | ◎高橋善治、岡田哲夫、岩﨑真理子 |
| 虹とみどりの会       | 1      | 蛇石郁子 |
| 無所属の会           | 1      | 箭内好彦 |
| 新緑風会             | 1      | 今村剛司 |
| 創流会               | 1      | 大城宏之 |

### 福島県議会（郡山市選挙区）
- 定数：10名
- 任期：2019年（令和元年）11月20日 - 2023年（令和5年）11月19日

| 氏名         | 会派名                     | 当選回数 | 備考                 |
| ------------ | -------------------------- | -------- | -------------------- |
| 今井久敏     | 公明党福島県議会議員団     | 4        |                      |
| 鈴木優樹     | 自由民主党福島県議会議員会 | 1        |                      |
| 神山悦子     | 日本共産党福島県議会議員団 | 6        |                      |
| 勅使河原正之 | 自由民主党福島県議会議員会 | 4        |                      |
| 佐藤憲保     | 自由民主党福島県議会議員会 | 7        |                      |
| 山口信雄     | 自由民主党福島県議会議員会 | 1        |                      |
| 長尾トモ子   | 自由民主党福島県議会議員会 | 5        |                      |
| 椎根健雄     | 県民連合議員会             | 3        | 所属党派は国民民主党 |
| 佐久間俊男   | 県民連合議員会             | 3        | 所属党派は国民民主党 |
| 山田平四郎   | 自由民主党福島県議会議員会 | 3        |                      |

### 衆議院
※2024年10月27日現在。
- 任期 ： 2024年（令和6年）10月27日 - 2028年（令和10年）10月27日（「第50回衆議院議員総選挙」参照）

| 選挙区                                                          | 議員名     | 党派名     | 当選回数 | 備考     |
| --------------------------------------------------------------- | ---------- | ---------- | -------- | -------- |
| 福島県第2区（郡山市、須賀川市、田村市、岩瀬郡、石川郡、田村郡） | 玄葉光一郎 | 立憲民主党 | 11       | 選挙区   |
| 福島県第2区（郡山市、須賀川市、田村市、岩瀬郡、石川郡、田村郡） | 根本拓     | 自由民主党 | 1        | 比例復活 |

## 姉妹都市

### 日本国内
姉妹都市
- 奈良市（奈良県）
1971年（昭和46年）8月5日 姉妹都市提携
- 久留米市（福岡県）
1975年（昭和50年）8月3日 姉妹都市提携
- 鳥取市（鳥取県）
2005年（平成17年）11月25日 姉妹都市提携

### 海外
姉妹都市
- ブルメン（オランダ王国）

1988年（昭和63年）6月25日 姉妹都市提携

## 歴史

### 古代
古代では7世紀の安積郡設置以来、安達・田村両郡が10世紀に分郡されるまで、現在の二本松市・田村市を含む広大な地域の中心地として機能していたとみられ、中心市街地直下に位置する清水台・咲田・虎丸遺跡が関係する遺跡として考えられている。また、8世紀に石背国が設置された際には方八町に国府が置かれたという説がある。
ちなみに当時の古代律令制度の下で、郡の官人（郡司）が政務を執った役所のことを郡衙と言うが、「郡山」という現在の地名は、この郡衙が当地に置かれていたことに由来する。

### 中世
11世紀になると、東部を中心として藤原氏や熊野の荘園が設置され、樹枝状の低地にも開発が進んだ。鎌倉時代には伊東氏の宰領する土地であったことが文献から推測されており、鎌倉時代末期には東部地域が南北朝の争乱地帯であった。
室町時代を迎えると、安積町に篠川御所が設けられたことで、南東北の政治的中心地として文献に当該地域の地名が頻出するようになる。しかし、郡山市域の伊東氏は早くから分家が分立した状態にあり、中世を通じて主体的な権力を保持する戦国大名に成長するには至らなかった。そのため、当地の政治状況は中期以降は検段職を有する白河結城氏に属し、末期になると蘆名氏や伊達氏の影響下にあった。その一方、経済的には、安積町の4号国道に沿った地域で実施された大規模な発掘調査によって、この地域が流通の拠点として機能していたことが判明している。調査では古代の街道と中世の街道が検出された他、多数の建物跡や堀・溝が発見され、出土遺物から12 - 16世紀に亘る年代観が与えられている。

### 近世
豊臣政権下の上杉氏を経て江戸時代になると、二本松城に織田系大名であった丹羽氏が入封し、郡山は城下以外では本宮と並ぶ数少ない町であった。
江戸時代末期に奥州街道の宿場町（郡山宿）となり、人々が集い始めた郡山であったが、当時の人口はおよそ5,000人に過ぎず、周辺は農家のための秣場や荒れた原野が広がる、「安積三万石」の地であった。

### 近代

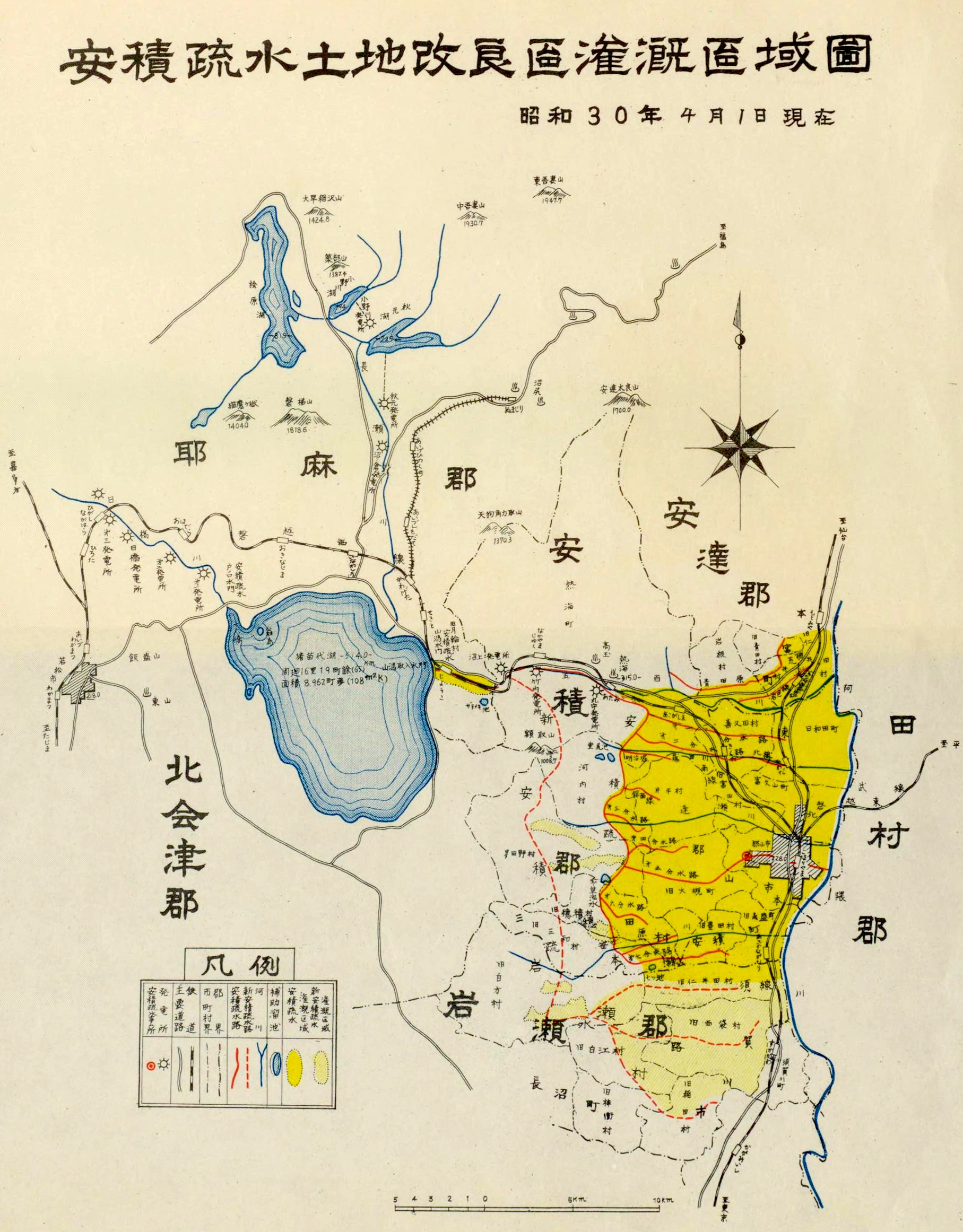
安積疏水 水路図

しかし、この原野が開墾に向いていると明治政府が注目し、1877年（明治10年）ごろから、明治政府の国費による開発事業の第一号として郡山が選ばれた。これが世に言う「安積開拓」である。
明治政府の士族授産と殖産興業の方針のもと決まった国営安積開拓事業は、もともと水利が悪かったこの地に、山を越えて猪苗代湖から疏水を開削して原野を開発し、封建制度の廃止により職を失った失業士族を入植させようというものであった。安積疏水の開削の決定を機に、当時約5,000人のまちの周辺に、9藩から約500戸、約2,000人の入植者がやってきた。第一陣として旧久留米藩の士族が入植し、これを機に岡山、土佐、鳥取、二本松、棚倉、会津、松山、米沢の各藩から人々が集まった。実に延べ85万人の人々が携わり、3年の月日を費やした大事業であった。
明治政府が郡山開拓にここまで力を注いだ背景には、戊辰戦争で明治政府に敵対した会津藩の本拠地である会津若松を危険視していたため、会津若松を監視して衰退させるために近隣に会津若松より大きな都市を作って、旧会津藩と関係の無い西日本各地から多くの旧武士を移住させたと言われる。そのため、東北本線の前身である日本鉄道が建設された際も、会津若松を無視して郡山を経由するルートで建設された。
農業水利として行われた安積疏水と安積開拓により郡山は肥沃な大地に生まれ変わった。もっとも地域経済に大きな効果を招来したのは疏水に伴う水力発電事業の方が大きかった。郡山市街地まで国内初の長距離送電を行った水力発電所「沼上水力発電所」として利用され、電力を自給すると共に余剰電力を安く供給して多くの工場を誘致。郡山には信州を始めとする各地の資本により紡績工場が多数進出し、鉄道網の拡充とともに近代化が加速された。
やがて製糸業、窯業、機械工業、化学工業などの製造業も盛んとなり人口も増え続け、1924年（大正13年）9月、市制を施行し「郡山市」が誕生。昭和期に入り太平洋戦争が始まると、市内の産業は軍需関連が中心となり、1944年（昭和19年）には軍都の指定を受ける。国による軍都整備事業や軍需産業により郡山はさらなる発展を遂げるが、1945年（昭和20年）4月、アメリカ軍のB-29爆撃機による大規模な空襲を受けた。その後、終戦までに3回もの爆撃があり、郡山駅周辺市街地及び工場地帯は壊滅的な打撃を受け、多くの犠牲者を出した。

### 現代
終戦後の1946年（昭和21年）、戦災復興都市の指定を受け商工業都市としての復興が始まり、1964年（昭和39年）、新産業都市の指定、1986年（昭和61年）、郡山地域テクノポリスの指定を経て、1997年（平成9年）4月には東北初の中核市へ移行した。
音楽都市・楽都郡山
明治時代の安積開拓に始まり、高度経済成長期にかけて商工業都市として急速に発達する一方で、人口が急増し、さまざまな人々が集まったことから暴力団抗争が相次いで起こり、治安の悪い街「東北のシカゴ」として名前が広がってしまった。
そんな中、全国で「素人のど自慢大会」などが人気を集め、郡山でも町内会の演芸会などで音楽活動が盛んになり、いつしか音楽が市民の心の拠り所となっていった。やがて本格的なオーケストラの演奏会開催を望む市民の機運が高まり、1954年（昭和29年）、郡山音楽協会と郡山青年文化協会主催の「NHK交響楽団公演」が国鉄郡山工場の大食堂を会場として開催された。その後も合唱、器楽、学校音楽での活動や演奏会、当時日本最大のロックフェスティバルと言われた1974年（昭和49年）のワンステップフェスティバルなどの開催により、「東北のシカゴから東北のウィーンへ」としてイメージ改善を進め、2008年（平成20年）に「音楽都市宣言」を行い、「楽都郡山」をキャッチフレーズに音楽活動が盛んな街として情報発信を行っている。
郡山市と県庁
県の地理的な中間部に位置に県庁がないことに不便だと訴えている市民により県庁を郡山に移転しようという動きが近代より現在に至るまで福島県内に根強く残っている。1882年（明治15年）、郡山の生糸貿易商で安積開拓にも貢献した阿部茂兵衛を中心としたグループが郡山への県庁移転運動を開始し、福島の県庁まで行くのに不便だった浜通りや会津の人々の支持も得た。明治18年の県議会において賛成37、反対16の大差で郡山移転決議がいったんは可決され、当時の県令である三島通庸から上申書が内務省へ提出された。しかし信夫郡・伊達郡・相馬郡など県北部の移転反対派が伊藤博文や西郷従道らに陳情を行い金品を贈るなどの攻勢を行ったこと、移転運動の中心だった阿部茂兵衛が同年（明治18年）に死亡して運動が勢いを失ったことなどから、内務省は結局県議会の決議を無視することになった。こうして不明瞭な経過を経て却下されたことが現在まで尾を引いている。福島県の北端である福島市に県庁及び国立大学、県立図書館、県立美術館、県立医大、附属病院などの公共施設が集中することから不便、不公平感を訴える県民の声が根強くあり、東日本大震災を経て現在でも会津地方及び県南・県中地方の自治体などから請願書が県へ提出されている。

### 年表（近代・現代）
- 1924年（大正13年）9月1日：郡山町と小原田村が合併し、郡山市が発足。
- 1925年（大正14年）6月1日：桑野村を編入。
- 1930年（昭和5年）6月5日:市章を制定する[15]。
- 1947年（昭和22年）8月18日 - 昭和天皇の戦後巡幸。新安積疎水開拓地、紡績工場、開成山などを視察[16]。
- 1954年（昭和29年）11月1日：富田村の一部を編入。
- 1955年（昭和30年）
  - 3月31日：大槻町を編入。
  - 11月15日：巌江村の一部を編入。
- 1965年（昭和40年）
  - 5月1日：安積郡安積町・三穂田村・逢瀬村・片平村・喜久田村・日和田町・富久山町・湖南村・熱海町、田村郡田村町と新設合併し、改めて郡山市が発足。なお、これに伴い安積郡が消滅。
  - 8月1日：田村郡西田村・中田村を編入。
- 1970年（昭和45年）5月20日：第21回全国植樹祭に行幸啓した天皇、皇后が帰路、郡山市役所、福島県立郡山盲ろう学校（現.福島県立聴覚支援学校）などを訪問[17]。
- 1997年（平成9年）4月1日：中核市に指定。
- 2008年（平成20年）3月24日：「音楽都市宣言」を市議会で議決。
- 2011年（平成23年）3月11日：東日本大震災が発生。郡山市で震度6弱を観測。
- 2014年（平成26年）11月4日：市制施行90周年・合併50年記念式典を開催。
- 2016年（平成28年）4月25日：安積疏水などをテーマにした「未来を拓いた『一本の水路』〜大久保利通“最期の夢”と開拓者の軌跡 郡山・猪苗代〜」が日本遺産に認定。
- 2018年（平成30年）2月2日：WHOが推進するセーフコミュニティ国際認証都市（国内で15番目）となる。
- 2018年（平成30年）12月18日：政府により東京一極集中を是正し、地方活性化の中心拠点となる中枢中核都市に選定される。
- 2019年（平成31年）1月23日：連携中枢都市圏の形成に向け、近隣14市町村と連携協約を締結。

### 行政区域変遷
- 変遷の年表

| 郡山市市域の変遷（年表） | 郡山市市域の変遷（年表） | 郡山市市域の変遷（年表） |
| 年                       | 月日                     | 現郡山市市 域に関連する行政区域変遷 |
| ------------------------ | ------------------------ | --- |
| 1889年 （明治22年）      | 4月1日                   | 町村制施行に伴い、以下の町村がそれぞれ発足。 - 安積郡 - 郡山町 ← 郡山村単独で町制施行 - 小原田村 ← 小原田村・横塚村 - 桑野村 ← 桑野村単独で村制施行 - 大槻村 ← 大槻村単独で村制施行 - 富田村 ← 富田村単独で村制施行 - 山野井村 ← 日和田村・高倉村・八丁目村・梅沢村 - 富久山町 ← 福原村・久保田村・八山田村 - 箕輪村 ← 中野村・三代村 - 月形村 ← 中舟津村・舘村・横沢村・浜路村 - 福良村 ← 福良村・馬入新田村 - 赤津村 ← 赤津村単独で村制施行 - 永盛村 ← 日出山村・笹川村・荒井村 - 豊田村 ← 成田村・川田村 - 丸守村 ← 下伊豆島村・上伊豆島村・安子島村・長橋村 - 穂積村 ← 大谷村・山口村・駒屋村・八幡村・野田村 - 三和村 ← 富岡村・下守屋村・鍋山村 - 河内村 ← 河内村・夏出村 - 多田野村 ← 多田野村単独で村制施行 - 喜久田村 ← 堀之内村・前田沢村・早稲原村 - 片平村 ← 片平村単独で村制施行 - 安達郡 - 高川村 ← 中山村・石筵村・高玉村・玉川村 - 田村郡 - 巌江村 ← 白岩村・下白岩村・上舞木村・下舞木村・根木屋村・阿久津村・安原村・ 横川村・山田村・芹沢村・南小泉村・北小泉村 - 守山村 ← 守山村・山中村・大供村・岩作村・大善寺村・御代田村・正直村・徳定村・金沢村・細田村 - 高瀬村 ← 大平村・下行合村・上行合村・金屋村・小川村・手代木村 - 二瀬村 ← 糠塚村・田母神村・川曲村・栃山神村・栃本村・下道渡村・上道渡村・谷田川村 - 高野村 ← 丹伊田村・土棚村・高柴村・板橋村 - 逢隈村 ← 鬼生田村・木村・三町目村・大田村 - 宮城村 ← 赤沼村・高倉村・上石村・海老根村 - 御舘村 ← 下枝村・柳橋村・黒木村・駒板村・木目沢村・牛縊村・本郷村・中津川村 |
| 1893年 （明治26年）      | 2月3日                   | 二瀬村の一部（下道渡・上道渡・谷田川）が分立し谷田川村が発足。 |
| 1889年 （明治27年）      | 7月23日                  | 巌江村の一部（南小泉・北小泉と芹沢の一部）が分立し小泉村が発足。 |
| 1924年 （大正13年）      | 9月1日                   | 郡山町・小原田村が合併し郡山市が発足。 |
| 1908年 （明治41年）      | 1月1日                   | 守山村は町制施行し守山町になる。 |
| 1925年 （大正14年）      | 6月1日                   | 桑野村は郡山市に編入。 |
| 1925年 （大正14年）      | 8月1日                   | 安積郡山野井村が町制施行・改称し日和田町となる。 |
| 1937年 （昭和12年）      | 4月1日                   | 富久山村は町制施行し富久山町となる。 |
| 1940年 （昭和15年）      | 4月1日                   | - 高川村が町制施行・改称し熱海町となる。 - 大槻村が町制施行し大槻町となる。 |
| 1943年 （昭和18年）      | 10月1日                  | 永盛村は町制施行し永盛町となる。 |
| 1954年 （昭和29年）      | 2月1日                   | 熱海町は安積郡に移行。安積郡熱海町になる。 |
| 1954年 （昭和29年）      | 3月31日                  | 小泉村は富久山町に編入。 |
| 1954年 （昭和29年）      | 9月1日                   | 熱海町・丸守村が合併し熱海町が発足。 |
| 1954年 （昭和29年）      | 11月1日                  | - 富田村の一部は喜久田村に編入。 - 富田村の残部は郡山市に編入。 |
| 1954年 （昭和29年）      | 12月10日                 | 永盛町・豊田村が合併し安積町が発足。 |
| 1955年 （昭和30年）      | 1月1日                   | - 守山町・谷田川村と高瀬村の一部（上行合・金屋・小川・手代木と下行合の残部） が合併し田村町が発足。 - 高瀬村の残部（大平と下行合の一部）は郡山市に編入。 |
| 1955年 （昭和30年）      | 3月1日                   | 二瀬村は田村町に編入。 |
| 1955年 （昭和30年）      | 3月10日                  | 穂積村・三和村と安積町の一部（川田）が合併し三穂田村が発足。 |
| 1955年 （昭和30年）      | 3月31日                  | - 中野村・三代村・月形村・福良村・赤津村が合併し湖南村が発足。 - 大槻町は郡山市に編入。 |
| 1955年 （昭和30年）      | 4月1日                   | 高野村・逢隈村が合併し西田村が発足。 |
| 1955年 （昭和30年）      | 4月23日                  | 河内村・多田野村が合併し逢瀬村が発足。 |
| 1955年 （昭和30年）      | 11月15日                 | - 巌江村の一部（山田と上舞木の一部）は三春町に編入。 - 巌江村の一部（芹沢・根木屋）は西田村に編入。 - 巌江村の残部（白岩・下白岩・下舞木・阿久津・安原・横川と上舞木の残部）は郡山市に編入。 - 三春町の一部（蒲倉・荒井）は郡山市に編入。 |
| 1956年 （昭和31年）      | 9月1日                   | 宮城村・御舘村が合併し中田村が発足。 |
| 1965年 （昭和40年）      | 5月1日                   | 郡山市と富久山町・日和田町・熱海町・安積町・三穂田村・喜久田村・逢瀬村・ 片平村・三穂田村・湖南村・田村町が合併し郡山市が発足。 |
| 1965年 （昭和40年）      | 8月1日                   | 西田村・中田村は郡山市に編入。 |

- 市制・町村制以前の変遷表

| 市制町村制以前の郡山市市域の変遷表 | 市制町村制以前の郡山市市域の変遷表 | 市制町村制以前の郡山市市域の変遷表 | 市制町村制以前の郡山市市域の変遷表 | 市制町村制以前の郡山市市域の変遷表 | 市制町村制以前の郡山市市域の変遷表 |
| 1868年 以前                        | 1868年 以前                        | 1868年 以前                        | 明治元年 - 明治22年                | 明治元年 - 明治22年                | 明治22年 4月1日                    |
| ---------------------------------- | ---------------------------------- | ---------------------------------- | ---------------------------------- | ---------------------------------- | ---------------------------------- |
| 安積郡                             |                                    | 郡山村                             | 明治9年 郡山村                     | 明治12年 郡山村                    | 郡山町                             |
| 安積郡                             |                                    | 横塚村                             | 明治9年 郡山村                     | 明治12年 横塚村                    | 小原田村                           |
| 安積郡                             |                                    | 小原田村                           | 明治9年 永盛村                     | 明治12年 小原田村                  | 小原田村                           |
| 安積郡                             |                                    | 日出山村                           | 明治9年 永盛村                     | 明治12年 日出山村                  | 永盛村                             |
| 安積郡                             | 笹原村                             |                                    | 明治9年 永盛村                     | 明治12年 日出山村                  | 永盛村                             |
| 安積郡                             |                                    | 笹川村                             | 明治9年 永盛村                     | 明治12年 笹川村                    | 永盛村                             |
| 安積郡                             |                                    | 荒井村                             | 明治9年 豊田村                     | 明治12年 荒井村                    | 永盛村                             |
| 安積郡                             |                                    | 成田村                             | 明治9年 豊田村                     | 明治12年 成田村                    | 豊田村                             |
| 安積郡                             |                                    | 川田村                             | 明治9年 豊田村                     | 明治12年 川田村                    | 豊田村                             |
| 安積郡                             |                                    | 福原村                             | 明治9年 富久山村                   | 明治12年 福原村                    | 富久山村                           |
| 安積郡                             |                                    | 久保田村                           | 明治9年 富久山村                   | 明治12年 久保田村                  | 富久山村                           |
| 安積郡                             |                                    | 八山田村                           | 明治9年 富久山村                   | 明治12年 八山田村                  | 富久山村                           |
| 安積郡                             |                                    | 堀之内村                           | 明治9年 喜久田村の一部             | 明治12年 堀之内村                  | 喜久田村                           |
| 安積郡                             |                                    | 前田沢村                           | 明治9年 喜久田村の一部             | 明治12年 前田沢村                  | 喜久田村                           |
| 安積郡                             |                                    | 早稲原村                           | 明治9年 喜久田村の一部             | 明治12年 早稲原村                  | 喜久田村                           |
| 安積郡                             |                                    | 富田村                             | 富田村                             | 富田村                             | 富田村                             |
| 安積郡                             |                                    | 日和田村                           | 明治9年 山野井村                   | 明治12年 日和田村                  | 山野井村                           |
| 安積郡                             |                                    | 高倉村                             | 明治9年 山野井村                   | 明治12年 高倉村                    | 山野井村                           |
| 安積郡                             |                                    | 八丁目村                           | 明治9年 山野井村                   | 明治12年 八丁目村                  | 山野井村                           |
| 安積郡                             |                                    | 梅沢村                             | 明治9年 山野井村                   | 明治12年 梅沢村                    | 山野井村                           |
| 安積郡                             |                                    | 大槻村                             | 大槻村                             | 大槻村                             | 大槻村                             |
| 安積郡                             |                                    |                                    | 明治9年 桑野村                     | 明治9年 桑野村                     | 桑野村                             |
| 安達郡                             |                                    | 中山村                             | 中山村                             | 中山村                             | 高川村                             |
| 安達郡                             | 石筵村                             |                                    |                                    |                                    | 高川村                             |
| 安達郡                             | 高玉村                             |                                    |                                    |                                    | 高川村                             |
| 安達郡                             |                                    | 横川村                             | 明治9年 玉川村                     | 明治9年 玉川村                     | 高川村                             |
| 安達郡                             | 青木葉村                           |                                    |                                    |                                    | 高川村                             |
| 安積郡                             |                                    | 下伊豆島村                         | 明治9年 喜久田村の一部             | 明治12年 下伊豆島村                | 丸守村                             |
| 安積郡                             |                                    | 上伊豆島村                         | 明治9年 丸守村の一部               | 明治12年 上伊豆島村                | 丸守村                             |
| 安積郡                             |                                    | 安子島村                           | 明治9年 丸守村の一部               | 明治12年 安子島村                  | 丸守村                             |
| 安積郡                             |                                    | 長橋村                             | 明治9年 丸守村の一部               | 明治12年 長橋村                    | 丸守村                             |
| 安積郡                             | 明治9年 菱形村                     | 長橋村                             |                                    | 明治12年 長橋村                    | 丸守村                             |
| 安積郡                             |                                    | 片平村                             | 片平村                             | 片平村                             |                                    |
| 安積郡                             |                                    | 河内村                             | 明治12年 河内村                    | 河内村                             |                                    |
| 安積郡                             |                                    | 夏出村                             | 明治9年 丸守村の一部               | 河内村                             | 夏出村                             |
| 安積郡                             |                                    | 多田野村                           | 明治9月 山野辺村                   | 明治12年 多田野村                  | 多田野村                           |
| 安積郡                             |                                    | 大谷村                             | 明治9月 山野辺村                   | 明治12年 大谷村                    | 穂積村                             |
| 安積郡                             |                                    | 山口村                             | 明治9月 山野辺村                   | 明治12年 山口村                    | 穂積村                             |
| 安積郡                             |                                    | 駒屋村                             | 明治8年 穂積村                     | 明治12年 駒屋村                    | 穂積村                             |
| 安積郡                             |                                    | 八幡村                             | 明治8年 穂積村                     | 明治12年 八幡村                    | 穂積村                             |
| 安積郡                             |                                    | 野田新田村                         | 明治8年 穂積村                     | 明治12年 野田村                    | 穂積村                             |
| 安積郡                             |                                    | 鍋山村                             | 明治8年 穂積村                     | 明治12年 鍋山村                    | 三和村                             |
| 安積郡                             |                                    | 富岡村                             | 明治8年 稲津村                     | 明治12年 富岡村                    | 三和村                             |
| 安積郡                             |                                    | 下守屋村                           | 明治8年 稲津村                     | 明治12年 下守屋村                  | 三和村                             |
| 安積郡                             |                                    | 中地村                             | 中地村                             | 明治8年 中野村                     | 箕輪村                             |
| 安積郡                             | 安佐野村                           |                                    |                                    | 明治8年 中野村                     | 箕輪村                             |
| 安積郡                             | 三代村                             |                                    |                                    |                                    | 箕輪村                             |
| 安積郡                             |                                    | 舟津村                             | 舟津村                             | 舟津村                             | 月形村                             |
| 安積郡                             | 舘村                               |                                    |                                    |                                    | 月形村                             |
| 安積郡                             |                                    | 横浜村                             | 明治9年 横浜村                     | 明治17年 横浜村                    | 月形村                             |
| 安積郡                             |                                    | 浜路村                             | 明治9年 横浜村                     | 明治17年 浜路村                    | 月形村                             |
| 安積郡                             |                                    | 福良村                             | 福良村                             | 福良村                             | 福良村                             |
| 安積郡                             | 舘村                               |                                    |                                    |                                    | 福良村                             |
| 安積郡                             |                                    | 赤津村                             | 赤津村                             | 赤津村                             | 赤津村                             |
| 田村郡                             |                                    | 山田村                             | 山田村                             | 山田村                             | 巌江村                             |
| 田村郡                             | 上舞木村                           |                                    |                                    |                                    | 巌江村                             |
| 田村郡                             | 下舞木村                           |                                    |                                    |                                    | 巌江村                             |
| 田村郡                             | 白岩村                             |                                    |                                    |                                    | 巌江村                             |
| 田村郡                             | 下白岩村                           |                                    |                                    |                                    | 巌江村                             |
| 田村郡                             | 阿久津村                           |                                    |                                    |                                    | 巌江村                             |
| 田村郡                             | 安原村                             |                                    |                                    |                                    | 巌江村                             |
| 田村郡                             | 横川村                             |                                    |                                    |                                    | 巌江村                             |
| 田村郡                             | 根古屋村                           |                                    |                                    |                                    | 巌江村                             |
| 田村郡                             | 芹沢村                             |                                    |                                    |                                    | 巌江村                             |
| 田村郡                             | 南小泉村                           |                                    |                                    |                                    | 巌江村                             |
| 田村郡                             | 北小泉村                           |                                    |                                    |                                    | 巌江村                             |
| 田村郡                             |                                    | 大平村                             | 大平村                             | 大平村                             | 高瀬村                             |
| 田村郡                             | 下行合村                           |                                    |                                    |                                    | 高瀬村                             |
| 田村郡                             | 上行合村                           |                                    |                                    |                                    | 高瀬村                             |
| 田村郡                             | 金屋村                             |                                    |                                    |                                    | 高瀬村                             |
| 田村郡                             | 小川村                             |                                    |                                    |                                    | 高瀬村                             |
| 田村郡                             | 手代木村                           |                                    |                                    |                                    | 高瀬村                             |
| 田村郡                             |                                    | 守山村                             | 守山村                             | 守山村                             | 守山村                             |
| 田村郡                             | 山中村                             |                                    |                                    |                                    | 守山村                             |
| 田村郡                             | 大供村                             |                                    |                                    |                                    | 守山村                             |
| 田村郡                             | 岩作村                             |                                    |                                    |                                    | 守山村                             |
| 田村郡                             | 大善寺村                           |                                    |                                    |                                    | 守山村                             |
| 田村郡                             | 御代田村                           |                                    |                                    |                                    | 守山村                             |
| 田村郡                             | 正直村                             |                                    |                                    |                                    | 守山村                             |
| 田村郡                             | 徳定村                             |                                    |                                    |                                    | 守山村                             |
| 田村郡                             | 金沢村                             |                                    |                                    |                                    | 守山村                             |
| 田村郡                             | 細田村                             |                                    |                                    |                                    | 守山村                             |
| 田村郡                             |                                    | 下道渡村                           | 下道渡村                           | 下道渡村                           | 二瀬村                             |
| 田村郡                             | 上道渡村                           |                                    |                                    |                                    | 二瀬村                             |
| 田村郡                             | 谷田川村                           |                                    |                                    |                                    | 二瀬村                             |
| 田村郡                             | 糠塚村                             |                                    |                                    |                                    | 二瀬村                             |
| 田村郡                             | 田母神村                           |                                    |                                    |                                    | 二瀬村                             |
| 田村郡                             | 川曲村                             |                                    |                                    |                                    | 二瀬村                             |
| 田村郡                             | 栃山神村                           |                                    |                                    |                                    | 二瀬村                             |
| 田村郡                             | 栃本村                             |                                    |                                    |                                    | 二瀬村                             |
| 田村郡                             |                                    | 丹伊田村                           | 丹伊田村                           | 丹伊田村                           | 高野村                             |
| 田村郡                             | 土棚村                             |                                    |                                    |                                    | 高野村                             |
| 田村郡                             | 高柴村                             |                                    |                                    |                                    | 高野村                             |
| 田村郡                             | 板橋村                             |                                    |                                    |                                    | 高野村                             |
| 田村郡                             |                                    | 鬼生田村                           | 鬼生田村                           | 鬼生田村                           | 逢隈村                             |
| 田村郡                             | 木村                               |                                    |                                    |                                    | 逢隈村                             |
| 田村郡                             |                                    | 三町目村                           | 三町目村                           | 明治12年 高柴村                    | 逢隈村                             |
| 田村郡                             | 三城目村                           |                                    |                                    | 明治12年 高柴村                    | 逢隈村                             |
| 田村郡                             |                                    | 大畑村                             | 大畑村                             | 明治14年 大田村                    | 逢隈村                             |
| 田村郡                             | 大田村                             |                                    |                                    | 明治14年 大田村                    | 逢隈村                             |
| 田村郡                             |                                    | 赤沼村                             | 赤沼村                             | 赤沼村                             | 宮城村                             |
| 田村郡                             | 高倉村                             |                                    |                                    |                                    | 宮城村                             |
| 田村郡                             | 上石村                             |                                    |                                    |                                    | 宮城村                             |
| 田村郡                             | 海老根村                           |                                    |                                    |                                    | 宮城村                             |
| 田村郡                             |                                    | 下枝村                             | 下枝村                             | 下枝村                             | 御舘村                             |
| 田村郡                             | 柳橋村                             |                                    |                                    |                                    | 御舘村                             |
| 田村郡                             | 黒木村                             |                                    |                                    |                                    | 御舘村                             |
| 田村郡                             | 駒板村                             |                                    |                                    |                                    | 御舘村                             |
| 田村郡                             | 木目沢村                           |                                    |                                    |                                    | 御舘村                             |
| 田村郡                             | 牛縊村                             |                                    |                                    |                                    | 御舘村                             |
| 田村郡                             | 本郷村                             |                                    |                                    |                                    | 御舘村                             |
| 田村郡                             | 中津川村                           |                                    |                                    |                                    | 御舘村                             |

- 市制・町村制以後の変遷表

| 市制・町村制以後の郡山市市域の変遷表 | 市制・町村制以後の郡山市市域の変遷表 | 市制・町村制以後の郡山市市域の変遷表 | 市制・町村制以後の郡山市市域の変遷表 | 市制・町村制以後の郡山市市域の変遷表 | 市制・町村制以後の郡山市市域の変遷表 | 市制・町村制以後の郡山市市域の変遷表 | 市制・町村制以後の郡山市市域の変遷表 | 市制・町村制以後の郡山市市域の変遷表 | 市制・町村制以後の郡山市市域の変遷表 |
| 1889年 以前                          | 1889年 以前                          | 1889年 以前                          | 明治22年 4月1日                      | 明治22年 - 昭和19年                  | 昭和20年 - 昭和64年                  | 昭和20年 - 昭和64年                  | 昭和20年 - 昭和64年                  | 平成元年 - 現在                      | 現在                                 |
| ------------------------------------ | ------------------------------------ | ------------------------------------ | ------------------------------------ | ------------------------------------ | ------------------------------------ | ------------------------------------ | ------------------------------------ | ------------------------------------ | ------------------------------------ |
| 安積郡                               |                                      | 郡山村                               | 郡山町                               | 大正13年9月1日 郡山市                | 郡山市                               | 郡山市                               | 昭和40年5月1日 郡山市                | 郡山市                               | 郡山市                               |
| 安積郡                               |                                      | 小原田村                             | 小原田村                             | 大正13年9月1日 郡山市                | 郡山市                               | 郡山市                               | 昭和40年5月1日 郡山市                | 郡山市                               | 郡山市                               |
| 安積郡                               | 横塚村                               |                                      | 小原田村                             | 大正13年9月1日 郡山市                | 郡山市                               | 郡山市                               | 昭和40年5月1日 郡山市                | 郡山市                               | 郡山市                               |
| 安積郡                               |                                      | 桑野村                               | 桑野村                               | 大正14年6月1日 郡山市                | 郡山市                               | 郡山市                               | 昭和40年5月1日 郡山市                | 郡山市                               | 郡山市                               |
| 安積郡                               |                                      | 大槻村                               | 大槻村                               | 昭和15年4月1日 町制                  | 昭和30年3月31日 郡山市に編入         | 昭和30年3月31日 郡山市に編入         | 昭和40年5月1日 郡山市                | 郡山市                               | 郡山市                               |
| 安積郡                               |                                      | 富田村                               | 富田村                               | 富田村                               | 昭和29年11月1日 郡山市に編入         | 昭和29年11月1日 郡山市に編入         | 昭和40年5月1日 郡山市                | 郡山市                               | 郡山市                               |
| 安積郡                               | 昭和29年11月1日 喜久田村             | 富田村                               | 富田村                               | 富田村                               |                                      |                                      | 昭和40年5月1日 郡山市                | 郡山市                               | 郡山市                               |
| 安積郡                               |                                      | 堀之内村                             | 喜久田村                             | 喜久田村                             |                                      |                                      | 昭和40年5月1日 郡山市                | 郡山市                               | 郡山市                               |
| 安積郡                               | 前田沢村                             |                                      | 喜久田村                             | 喜久田村                             |                                      |                                      | 昭和40年5月1日 郡山市                | 郡山市                               | 郡山市                               |
| 安積郡                               | 早稲原村                             |                                      | 喜久田村                             | 喜久田村                             |                                      |                                      | 昭和40年5月1日 郡山市                | 郡山市                               | 郡山市                               |
| 安積郡                               |                                      | 日和田村                             | 山野井村                             | 大正14年8月1日 日和田町に 町制改称   | 日和田町                             | 日和田町                             | 昭和40年5月1日 郡山市                | 郡山市                               | 郡山市                               |
| 安積郡                               | 高倉村                               |                                      | 山野井村                             | 大正14年8月1日 日和田町に 町制改称   | 日和田町                             | 日和田町                             | 昭和40年5月1日 郡山市                | 郡山市                               | 郡山市                               |
| 安積郡                               | 八丁目村                             |                                      | 山野井村                             | 大正14年8月1日 日和田町に 町制改称   | 日和田町                             | 日和田町                             | 昭和40年5月1日 郡山市                | 郡山市                               | 郡山市                               |
| 安積郡                               | 梅沢村                               |                                      | 山野井村                             | 大正14年8月1日 日和田町に 町制改称   | 日和田町                             | 日和田町                             | 昭和40年5月1日 郡山市                | 郡山市                               | 郡山市                               |
| 安積郡                               |                                      | 福原村                               | 富久山村                             | 昭和12年4月1日 町制                  | 富久山町                             | 富久山町                             | 昭和40年5月1日 郡山市                | 郡山市                               | 郡山市                               |
| 安積郡                               | 久保田村                             |                                      | 富久山村                             | 昭和12年4月1日 町制                  | 富久山町                             | 富久山町                             | 昭和40年5月1日 郡山市                | 郡山市                               | 郡山市                               |
| 安積郡                               | 八山田村                             |                                      | 富久山村                             | 昭和12年4月1日 町制                  | 富久山町                             | 富久山町                             | 昭和40年5月1日 郡山市                | 郡山市                               | 郡山市                               |
| 田村郡                               |                                      | 南小泉村                             | 巌江村 の一部                        | 明治27年7月23日 小泉村分立           | 昭和29年3月31日 富久山町に編入       | 昭和29年3月31日 富久山町に編入       | 昭和40年5月1日 郡山市                | 郡山市                               | 郡山市                               |
| 田村郡                               | 北小泉村                             |                                      | 巌江村 の一部                        | 明治27年7月23日 小泉村分立           | 昭和29年3月31日 富久山町に編入       | 昭和29年3月31日 富久山町に編入       | 昭和40年5月1日 郡山市                | 郡山市                               | 郡山市                               |
| 田村郡                               | 芹沢村の一部                         |                                      | 巌江村 の一部                        | 明治27年7月23日 小泉村分立           | 昭和29年3月31日 富久山町に編入       | 昭和29年3月31日 富久山町に編入       | 昭和40年5月1日 郡山市                | 郡山市                               | 郡山市                               |
| 田村郡                               |                                      | 下舞木村                             | 巌江村 の一部                        | 巌江村の一部                         | 昭和30年11月15日 郡山市に編入        | 昭和30年11月15日 郡山市に編入        | 昭和40年5月1日 郡山市                | 郡山市                               | 郡山市                               |
| 田村郡                               | 白岩村                               |                                      | 巌江村 の一部                        | 巌江村の一部                         | 昭和30年11月15日 郡山市に編入        | 昭和30年11月15日 郡山市に編入        | 昭和40年5月1日 郡山市                | 郡山市                               | 郡山市                               |
| 田村郡                               | 下白岩村                             |                                      | 巌江村 の一部                        | 巌江村の一部                         | 昭和30年11月15日 郡山市に編入        | 昭和30年11月15日 郡山市に編入        | 昭和40年5月1日 郡山市                | 郡山市                               | 郡山市                               |
| 田村郡                               | 阿久津村                             |                                      | 巌江村 の一部                        | 巌江村の一部                         | 昭和30年11月15日 郡山市に編入        | 昭和30年11月15日 郡山市に編入        | 昭和40年5月1日 郡山市                | 郡山市                               | 郡山市                               |
| 田村郡                               | 安原村                               |                                      | 巌江村 の一部                        | 巌江村の一部                         | 昭和30年11月15日 郡山市に編入        | 昭和30年11月15日 郡山市に編入        | 昭和40年5月1日 郡山市                | 郡山市                               | 郡山市                               |
| 田村郡                               | 横川村                               |                                      | 巌江村 の一部                        | 巌江村の一部                         | 昭和30年11月15日 郡山市に編入        | 昭和30年11月15日 郡山市に編入        | 昭和40年5月1日 郡山市                | 郡山市                               | 郡山市                               |
| 田村郡                               | 上舞木村の一部                       |                                      | 巌江村 の一部                        | 巌江村の一部                         | 昭和30年11月15日 郡山市に編入        | 昭和30年11月15日 郡山市に編入        | 昭和40年5月1日 郡山市                | 郡山市                               | 郡山市                               |
| 安達郡                               |                                      | 中山村                               | 高川村                               | 昭和15年4月1日 熱海町に 町制改称     | 昭和29年2月1日 安積郡に移行          | 昭和29年9月1日 熱海町                | 昭和40年5月1日 郡山市                | 郡山市                               | 郡山市                               |
| 安達郡                               | 石筵村                               |                                      | 高川村                               | 昭和15年4月1日 熱海町に 町制改称     | 昭和29年2月1日 安積郡に移行          | 昭和29年9月1日 熱海町                | 昭和40年5月1日 郡山市                | 郡山市                               | 郡山市                               |
| 安達郡                               | 高玉村                               |                                      | 高川村                               | 昭和15年4月1日 熱海町に 町制改称     | 昭和29年2月1日 安積郡に移行          | 昭和29年9月1日 熱海町                | 昭和40年5月1日 郡山市                | 郡山市                               | 郡山市                               |
| 安達郡                               | 玉川村                               |                                      | 高川村                               | 昭和15年4月1日 熱海町に 町制改称     | 昭和29年2月1日 安積郡に移行          | 昭和29年9月1日 熱海町                | 昭和40年5月1日 郡山市                | 郡山市                               | 郡山市                               |
| 安積郡                               |                                      | 下伊豆島村                           | 丸守村                               | 丸守村                               | 丸守村                               | 昭和29年9月1日 熱海町                | 昭和40年5月1日 郡山市                | 郡山市                               | 郡山市                               |
| 安積郡                               | 上伊豆島村                           |                                      | 丸守村                               | 丸守村                               | 丸守村                               | 昭和29年9月1日 熱海町                | 昭和40年5月1日 郡山市                | 郡山市                               | 郡山市                               |
| 安積郡                               | 安子島村                             |                                      | 丸守村                               | 丸守村                               | 丸守村                               | 昭和29年9月1日 熱海町                | 昭和40年5月1日 郡山市                | 郡山市                               | 郡山市                               |
| 安積郡                               | 長橋村                               |                                      | 丸守村                               | 丸守村                               | 丸守村                               | 昭和29年9月1日 熱海町                | 昭和40年5月1日 郡山市                | 郡山市                               | 郡山市                               |
| 安積郡                               |                                      | 日出山村                             | 永盛村                               | 昭和18年10月1日 町制                 | 昭和29年12月10日 安積町              | 昭和29年12月10日 安積町              | 昭和40年5月1日 郡山市                | 郡山市                               | 郡山市                               |
| 安積郡                               | 笹川村                               |                                      | 永盛村                               | 昭和18年10月1日 町制                 | 昭和29年12月10日 安積町              | 昭和29年12月10日 安積町              | 昭和40年5月1日 郡山市                | 郡山市                               | 郡山市                               |
| 安積郡                               | 荒井村                               |                                      | 永盛村                               | 昭和18年10月1日 町制                 | 昭和29年12月10日 安積町              | 昭和29年12月10日 安積町              | 昭和40年5月1日 郡山市                | 郡山市                               | 郡山市                               |
| 安積郡                               |                                      | 成田村                               | 豊田村                               | 豊田村                               | 昭和29年12月10日 安積町              | 昭和29年12月10日 安積町              | 昭和40年5月1日 郡山市                | 郡山市                               | 郡山市                               |
| 安積郡                               |                                      | 川田村                               | 豊田村                               | 豊田村                               | 昭和30年3月10日 三穂田村             | 昭和30年3月10日 三穂田村             | 昭和40年5月1日 郡山市                | 郡山市                               | 郡山市                               |
| 安積郡                               |                                      | 大谷村                               | 穂積村                               | 穂積村                               | 昭和30年3月10日 三穂田村             | 昭和30年3月10日 三穂田村             | 昭和40年5月1日 郡山市                | 郡山市                               | 郡山市                               |
| 安積郡                               | 山口村                               |                                      | 穂積村                               | 穂積村                               | 昭和30年3月10日 三穂田村             | 昭和30年3月10日 三穂田村             | 昭和40年5月1日 郡山市                | 郡山市                               | 郡山市                               |
| 安積郡                               | 駒屋村                               |                                      | 穂積村                               | 穂積村                               | 昭和30年3月10日 三穂田村             | 昭和30年3月10日 三穂田村             | 昭和40年5月1日 郡山市                | 郡山市                               | 郡山市                               |
| 安積郡                               | 八幡村                               |                                      | 穂積村                               | 穂積村                               | 昭和30年3月10日 三穂田村             | 昭和30年3月10日 三穂田村             | 昭和40年5月1日 郡山市                | 郡山市                               | 郡山市                               |
| 安積郡                               | 野田村                               |                                      | 穂積村                               | 穂積村                               | 昭和30年3月10日 三穂田村             | 昭和30年3月10日 三穂田村             | 昭和40年5月1日 郡山市                | 郡山市                               | 郡山市                               |
| 安積郡                               |                                      | 富岡村                               | 三和村                               | 三和村                               | 昭和30年3月10日 三穂田村             | 昭和30年3月10日 三穂田村             | 昭和40年5月1日 郡山市                | 郡山市                               | 郡山市                               |
| 安積郡                               | 下守屋村                             |                                      | 三和村                               | 三和村                               | 昭和30年3月10日 三穂田村             | 昭和30年3月10日 三穂田村             | 昭和40年5月1日 郡山市                | 郡山市                               | 郡山市                               |
| 安積郡                               | 鍋山村                               |                                      | 三和村                               | 三和村                               | 昭和30年3月10日 三穂田村             | 昭和30年3月10日 三穂田村             | 昭和40年5月1日 郡山市                | 郡山市                               | 郡山市                               |
| 安積郡                               |                                      | 河内村                               | 河内村                               | 河内村                               | 昭和30年4月23日 逢瀬村               | 昭和30年4月23日 逢瀬村               | 昭和40年5月1日 郡山市                | 郡山市                               | 郡山市                               |
| 安積郡                               | 夏出村                               |                                      | 河内村                               | 河内村                               | 昭和30年4月23日 逢瀬村               | 昭和30年4月23日 逢瀬村               | 昭和40年5月1日 郡山市                | 郡山市                               | 郡山市                               |
| 安積郡                               |                                      | 多田野村                             | 多田野村                             | 多田野村                             | 昭和30年4月23日 逢瀬村               | 昭和30年4月23日 逢瀬村               | 昭和40年5月1日 郡山市                | 郡山市                               | 郡山市                               |
| 安積郡                               |                                      | 片平村                               | 片平村                               | 片平村                               | 片平村                               | 片平村                               | 昭和40年5月1日 郡山市                | 郡山市                               | 郡山市                               |
| 安積郡                               |                                      | 中野村                               | 箕輪村                               | 明治25年7月21日 中野村分立           | 昭和30年3月31日 湖南村               | 昭和30年3月31日 湖南村               | 昭和40年5月1日 郡山市                | 郡山市                               | 郡山市                               |
| 安積郡                               |                                      | 三代村                               | 箕輪村                               | 明治25年7月21日 三代村分立           | 昭和30年3月31日 湖南村               | 昭和30年3月31日 湖南村               | 昭和40年5月1日 郡山市                | 郡山市                               | 郡山市                               |
| 安積郡                               |                                      | 舟津村                               | 月形村                               | 月形村                               | 昭和30年3月31日 湖南村               | 昭和30年3月31日 湖南村               | 昭和40年5月1日 郡山市                | 郡山市                               | 郡山市                               |
| 安積郡                               | 舘村                                 |                                      | 月形村                               | 月形村                               | 昭和30年3月31日 湖南村               | 昭和30年3月31日 湖南村               | 昭和40年5月1日 郡山市                | 郡山市                               | 郡山市                               |
| 安積郡                               | 横浜村                               |                                      | 月形村                               | 月形村                               | 昭和30年3月31日 湖南村               | 昭和30年3月31日 湖南村               | 昭和40年5月1日 郡山市                | 郡山市                               | 郡山市                               |
| 安積郡                               | 浜路村                               |                                      | 月形村                               | 月形村                               | 昭和30年3月31日 湖南村               | 昭和30年3月31日 湖南村               | 昭和40年5月1日 郡山市                | 郡山市                               | 郡山市                               |
| 安積郡                               |                                      | 福良村                               | 福良村                               | 福良村                               | 昭和30年3月31日 湖南村               | 昭和30年3月31日 湖南村               | 昭和40年5月1日 郡山市                | 郡山市                               | 郡山市                               |
| 安積郡                               | 舘村                                 |                                      | 福良村                               | 福良村                               | 昭和30年3月31日 湖南村               | 昭和30年3月31日 湖南村               | 昭和40年5月1日 郡山市                | 郡山市                               | 郡山市                               |
| 安積郡                               |                                      | 赤津村                               | 赤津村                               | 赤津村                               | 昭和30年3月31日 湖南村               | 昭和30年3月31日 湖南村               | 昭和40年5月1日 郡山市                | 郡山市                               | 郡山市                               |
| 田村郡                               |                                      | 大平村                               | 高瀬村                               | 高瀬村                               | 昭和30年1月1日 郡山市に編入          | 昭和30年1月1日 郡山市に編入          | 昭和40年5月1日 郡山市                | 郡山市                               | 郡山市                               |
| 田村郡                               | 下行合村                             |                                      | 高瀬村                               | 高瀬村                               | 昭和30年1月1日 郡山市に編入          | 昭和30年1月1日 郡山市に編入          | 昭和40年5月1日 郡山市                | 郡山市                               | 郡山市                               |
| 田村郡                               | 昭和30年1月1日 田村町                |                                      | 高瀬村                               | 高瀬村                               |                                      |                                      | 昭和40年5月1日 郡山市                | 郡山市                               | 郡山市                               |
| 田村郡                               | 上行合村                             |                                      | 高瀬村                               | 高瀬村                               |                                      |                                      | 昭和40年5月1日 郡山市                | 郡山市                               | 郡山市                               |
| 田村郡                               | 金屋村                               |                                      | 高瀬村                               | 高瀬村                               |                                      |                                      | 昭和40年5月1日 郡山市                | 郡山市                               | 郡山市                               |
| 田村郡                               | 小川村                               |                                      | 高瀬村                               | 高瀬村                               |                                      |                                      | 昭和40年5月1日 郡山市                | 郡山市                               | 郡山市                               |
| 田村郡                               | 手代木村                             |                                      | 高瀬村                               | 高瀬村                               |                                      |                                      | 昭和40年5月1日 郡山市                | 郡山市                               | 郡山市                               |
| 田村郡                               |                                      | 守山村                               | 守山村                               | 明治41年1月1日 町制                  |                                      |                                      | 昭和40年5月1日 郡山市                | 郡山市                               | 郡山市                               |
| 田村郡                               | 山中村                               |                                      | 守山村                               | 明治41年1月1日 町制                  |                                      |                                      | 昭和40年5月1日 郡山市                | 郡山市                               | 郡山市                               |
| 田村郡                               | 大供村                               |                                      | 守山村                               | 明治41年1月1日 町制                  |                                      |                                      | 昭和40年5月1日 郡山市                | 郡山市                               | 郡山市                               |
| 田村郡                               | 岩作村                               |                                      | 守山村                               | 明治41年1月1日 町制                  |                                      |                                      | 昭和40年5月1日 郡山市                | 郡山市                               | 郡山市                               |
| 田村郡                               | 大善寺村                             |                                      | 守山村                               | 明治41年1月1日 町制                  |                                      |                                      | 昭和40年5月1日 郡山市                | 郡山市                               | 郡山市                               |
| 田村郡                               | 御代田村                             |                                      | 守山村                               | 明治41年1月1日 町制                  |                                      |                                      | 昭和40年5月1日 郡山市                | 郡山市                               | 郡山市                               |
| 田村郡                               | 正直村                               |                                      | 守山村                               | 明治41年1月1日 町制                  |                                      |                                      | 昭和40年5月1日 郡山市                | 郡山市                               | 郡山市                               |
| 田村郡                               | 徳定村                               |                                      | 守山村                               | 明治41年1月1日 町制                  |                                      |                                      | 昭和40年5月1日 郡山市                | 郡山市                               | 郡山市                               |
| 田村郡                               | 金沢村                               |                                      | 守山村                               | 明治41年1月1日 町制                  |                                      |                                      | 昭和40年5月1日 郡山市                | 郡山市                               | 郡山市                               |
| 田村郡                               | 細田村                               |                                      | 守山村                               | 明治41年1月1日 町制                  |                                      |                                      | 昭和40年5月1日 郡山市                | 郡山市                               | 郡山市                               |
| 田村郡                               |                                      | 下道渡村                             | 二瀬村                               | 明治26年2月3日 谷田川村分立          |                                      |                                      | 昭和40年5月1日 郡山市                | 郡山市                               | 郡山市                               |
| 田村郡                               | 上道渡村                             |                                      | 二瀬村                               | 明治26年2月3日 谷田川村分立          |                                      |                                      | 昭和40年5月1日 郡山市                | 郡山市                               | 郡山市                               |
| 田村郡                               | 谷田川村                             |                                      | 二瀬村                               | 明治26年2月3日 谷田川村分立          |                                      |                                      | 昭和40年5月1日 郡山市                | 郡山市                               | 郡山市                               |
| 田村郡                               |                                      | 糠塚村                               | 二瀬村                               | 二瀬村                               | 明治26年2月3日 田村町に編入          | 明治26年2月3日 田村町に編入          | 昭和40年5月1日 郡山市                | 郡山市                               | 郡山市                               |
| 田村郡                               | 田母神村                             |                                      | 二瀬村                               | 二瀬村                               | 明治26年2月3日 田村町に編入          | 明治26年2月3日 田村町に編入          | 昭和40年5月1日 郡山市                | 郡山市                               | 郡山市                               |
| 田村郡                               | 川曲村                               |                                      | 二瀬村                               | 二瀬村                               | 明治26年2月3日 田村町に編入          | 明治26年2月3日 田村町に編入          | 昭和40年5月1日 郡山市                | 郡山市                               | 郡山市                               |
| 田村郡                               | 栃山神村                             |                                      | 二瀬村                               | 二瀬村                               | 明治26年2月3日 田村町に編入          | 明治26年2月3日 田村町に編入          | 昭和40年5月1日 郡山市                | 郡山市                               | 郡山市                               |
| 田村郡                               | 栃本村                               |                                      | 二瀬村                               | 二瀬村                               | 明治26年2月3日 田村町に編入          | 明治26年2月3日 田村町に編入          | 昭和40年5月1日 郡山市                | 郡山市                               | 郡山市                               |
| 田村郡                               |                                      | 丹伊田村                             | 高野村                               | 高野村                               | 昭和30年4月1日 西田村                | 昭和30年4月1日 西田村                | 昭和40年8月1日 郡山市に編入          | 郡山市                               | 郡山市                               |
| 田村郡                               | 土棚村                               |                                      | 高野村                               | 高野村                               | 昭和30年4月1日 西田村                | 昭和30年4月1日 西田村                | 昭和40年8月1日 郡山市に編入          | 郡山市                               | 郡山市                               |
| 田村郡                               | 高柴村                               |                                      | 高野村                               | 高野村                               | 昭和30年4月1日 西田村                | 昭和30年4月1日 西田村                | 昭和40年8月1日 郡山市に編入          | 郡山市                               | 郡山市                               |
| 田村郡                               | 板橋村                               |                                      | 高野村                               | 高野村                               | 昭和30年4月1日 西田村                | 昭和30年4月1日 西田村                | 昭和40年8月1日 郡山市に編入          | 郡山市                               | 郡山市                               |
| 田村郡                               |                                      | 鬼生田村                             | 逢隈村                               | 逢隈村                               | 昭和30年4月1日 西田村                | 昭和30年4月1日 西田村                | 昭和40年8月1日 郡山市に編入          | 郡山市                               | 郡山市                               |
| 田村郡                               | 木村                                 |                                      | 逢隈村                               | 逢隈村                               | 昭和30年4月1日 西田村                | 昭和30年4月1日 西田村                | 昭和40年8月1日 郡山市に編入          | 郡山市                               | 郡山市                               |
| 田村郡                               | 高柴村                               |                                      | 逢隈村                               | 逢隈村                               | 昭和30年4月1日 西田村                | 昭和30年4月1日 西田村                | 昭和40年8月1日 郡山市に編入          | 郡山市                               | 郡山市                               |
| 田村郡                               | 大田村                               |                                      | 逢隈村                               | 逢隈村                               | 昭和30年4月1日 西田村                | 昭和30年4月1日 西田村                | 昭和40年8月1日 郡山市に編入          | 郡山市                               | 郡山市                               |
| 田村郡                               |                                      | 根古屋村                             | 巌江村 の一部                        | 巌江村の一部                         | 昭和30年11月15日 西田村に編入        | 昭和30年11月15日 西田村に編入        | 昭和40年8月1日 郡山市に編入          | 郡山市                               | 郡山市                               |
| 田村郡                               | 芹沢村の一部                         |                                      | 巌江村 の一部                        | 巌江村の一部                         | 昭和30年11月15日 西田村に編入        | 昭和30年11月15日 西田村に編入        | 昭和40年8月1日 郡山市に編入          | 郡山市                               | 郡山市                               |
| 田村郡                               |                                      | 赤沼村                               | 宮城村                               | 宮城村                               | 昭和31年9月1日 中田村                | 昭和31年9月1日 中田村                | 昭和40年8月1日 郡山市に編入          | 郡山市                               | 郡山市                               |
| 田村郡                               | 高倉村                               |                                      | 宮城村                               | 宮城村                               | 昭和31年9月1日 中田村                | 昭和31年9月1日 中田村                | 昭和40年8月1日 郡山市に編入          | 郡山市                               | 郡山市                               |
| 田村郡                               | 上石村                               |                                      | 宮城村                               | 宮城村                               | 昭和31年9月1日 中田村                | 昭和31年9月1日 中田村                | 昭和40年8月1日 郡山市に編入          | 郡山市                               | 郡山市                               |
| 田村郡                               | 海老根村                             |                                      | 宮城村                               | 宮城村                               | 昭和31年9月1日 中田村                | 昭和31年9月1日 中田村                | 昭和40年8月1日 郡山市に編入          | 郡山市                               | 郡山市                               |
| 田村郡                               |                                      | 下枝村                               | 御舘村                               | 御舘村                               | 昭和31年9月1日 中田村                | 昭和31年9月1日 中田村                | 昭和40年8月1日 郡山市に編入          | 郡山市                               | 郡山市                               |
| 田村郡                               | 柳橋村                               |                                      | 御舘村                               | 御舘村                               | 昭和31年9月1日 中田村                | 昭和31年9月1日 中田村                | 昭和40年8月1日 郡山市に編入          | 郡山市                               | 郡山市                               |
| 田村郡                               | 黒木村                               |                                      | 御舘村                               | 御舘村                               | 昭和31年9月1日 中田村                | 昭和31年9月1日 中田村                | 昭和40年8月1日 郡山市に編入          | 郡山市                               | 郡山市                               |
| 田村郡                               | 駒板村                               |                                      | 御舘村                               | 御舘村                               | 昭和31年9月1日 中田村                | 昭和31年9月1日 中田村                | 昭和40年8月1日 郡山市に編入          | 郡山市                               | 郡山市                               |
| 田村郡                               | 木目沢村                             |                                      | 御舘村                               | 御舘村                               | 昭和31年9月1日 中田村                | 昭和31年9月1日 中田村                | 昭和40年8月1日 郡山市に編入          | 郡山市                               | 郡山市                               |
| 田村郡                               | 牛縊村                               |                                      | 御舘村                               | 御舘村                               | 昭和31年9月1日 中田村                | 昭和31年9月1日 中田村                | 昭和40年8月1日 郡山市に編入          | 郡山市                               | 郡山市                               |
| 田村郡                               | 本郷村                               |                                      | 御舘村                               | 御舘村                               | 昭和31年9月1日 中田村                | 昭和31年9月1日 中田村                | 昭和40年8月1日 郡山市に編入          | 郡山市                               | 郡山市                               |
| 田村郡                               | 中津川村                             |                                      | 御舘村                               | 御舘村                               | 昭和31年9月1日 中田村                | 昭和31年9月1日 中田村                | 昭和40年8月1日 郡山市に編入          | 郡山市                               | 郡山市                               |

## 都市整備
中心市街地には十数階建マンションが多い。高層建築は郡山駅前の通称「ビッグアイ（Big-i）」（24階建て1棟、ペデストリアンデッキで郡山駅と直結）が、駅前のランドマークとして定着している。2005年には、駅前大通りのシンボルロード化や、アーケードの建替工事などが始まり、2006年夏に完成した。
市内の南部地域では郡山南拠点土地区画整理事業を展開、ビッグパレットふくしまを中心核とした整備事業を行っている。なお、ここに現在郡山市麓山にある福島県郡山合同庁舎（旧郡山市役所）の移転計画があったが、県の財政難を理由に実現していなかった。2014年、県は新合同庁舎の建設場所や規模を含めた基本構想を2015年度に策定し、今後10年以内の開所を目指す方針を示した。
中心市街地に位置する大町においても土地区画整理事業が2005年度より進められており、既に60億円近くの予算が投じられている。同地区には旧トポス郡山店（郡山大町センタービル）があり、1994年の閉店以降、市税滞納により市に土地と建物を差し押さえられていたが、2015年2月に差し押さえの解除と市内の不動産業者への売却が発表された。解体後は当面の間、駐車場として利用される予定である。
交通体系の整備については、2019年1月、東北自動車道の郡山中央スマートインターチェンジが供用開始した他、磐越西線の郡山駅と喜久田駅のほぼ中間地点には新駅の郡山富田駅が設置され、2017年4月に開業した。福島県内でJRの駅が新設されるのは1987年3月の磐越東線江田駅以来となる。

## 経済
2007年度統計において、民営事業所数15,927か所、商業事業所数4,341か所、年間商品販売額1兆4,913億円となっており、いずれも福島県内で第1位であり、東北地方では仙台に次いで第2位の経済規模である。
年間商品販売額の県内シェアでは、卸売業の40.8%、小売業の20.4%を占めており、このため福島県の「商都」「経済県都」とも呼ばれ、郡山都市圏を形成している。県内の売上高トップ3であるヨークベニマル、ゼビオホールディングス、東北アルフレッサは全て郡山市に本社を置いている。
交通の要衝「陸の港」
東京圏の200km圏内に位置し、東京駅と郡山駅を最短77分で結ぶ1982年開業の東北新幹線を始め、東北自動車道、磐越自動車道、近隣の福島空港と高速交通網が相次いで整備され、東北地方の交通の十字路として拠点化が進み、経済・内陸工業・流通・交通の要衝として「陸の港」とも称され発展を遂げてきた。市内には全国有数の敷地面積203,000m2を持つ郡山貨物ターミナル駅もあり、近年のモーダルシフトの進展により、物流の拠点としての重要性も増してきている。
福島県のほぼ中央に位置し、市内に5つのインターチェンジ（福島県内最多）と東北・磐越自動車道が交差する郡山ジャンクションを擁する地理的優位性があり、全国規模で展開する企業が福島県内に拠点を置く場合、その多くが郡山市を選択しており、支社・支店・地域子会社が集中する支店経済都市でもある。
コンベンション都市
郡山市では交流人口の拡大と地域振興を図るため、各種展示会や学会の誘致などに積極的に取り組み、コンベンション都市を目指すことを政策として掲げている。
ビッグパレットふくしまや郡山ユラックス熱海、ホテル・旅館などのコンベンション施設も充実していることから、イベントや会合、研修が盛んに開催されている。2014年度のコンベンション開催件数は850件であった。
新たな産業の振興
従来より福島県ハイテクプラザ、日本大学工学部の敷地内に設置した郡山地域テクノポリスものづくりインキュベーションセンターなどを通じて産業振興やベンチャーなどの起業支援に取り組んできたが、近年では国、県など産学官連携による再生可能エネルギー、医療機器産業を震災後の産業復興の柱に位置付け、産総研福島再生可能エネルギー研究所（2014年開所）やふくしま医療機器開発支援センターの設置を起爆剤に大規模展示会やセミナー開催による企業誘致に力を入れている。
- 産総研福島再生可能エネルギー研究所
- ふくしま医療機器開発支援センター
- 福島県ハイテクプラザ
- 郡山地域テクノポリスものづくりインキュベーションセンター
- ビッグパレットふくしま
- 郡山商工会議所

### 第一次産業
- 農業産出額：146億円（2015年、県内3位）[28]
- 米生産額：69億円（2015年、県内1位）
- 鯉養殖生産量：550トン（2014年、市町村別全国1位）

明治時代に開削された猪苗代湖を水源とする安積疏水（あさかそすい）、及び明治維新の全国各地からの下級武士の入植による安積開拓などにより広大な水田が開発された。これらの大事業により阿武隈川に向かって傾斜し、水源となる河川が少なく谷の多い水利の悪い丘陵地帯がほとんどの土地である安積原野が、三穂田町に代表されるような広大な水田地帯に生まれ変わり、市としては全国一の米の生産額であった。しかし、2005年に合併により誕生した新・新潟市にその座を奪われ、2006年度においては全国17位となっている。
近年は生産者による「郡山ブランド野菜」の取り組みや、三菱商事復興支援財団の出資によるふくしま逢瀬ワイナリーでのワインやリキュールの製造・販売など農業の6次産業化に力を入れている。
また日和田町には福島県農業総合センターが立地しており、福島県における農業研究の拠点となっている。
- 三穂田町の田園風景
- 福島県農業総合センター
- ふくしま逢瀬ワイナリー

### 第二次産業
製造品出荷額：8,544億円（2014年。県内2位、東北地方3位）
| 工業団地                 | 主な企業・産業                                                                                               |
| ------------------------ | --- |
| 郡山西部第一工業団地     | 分譲中 |
| 郡山西部第二工業団地     | 産総研福島再生可能エネルギー研究所、アンリツ、京セラ、コマツ、日本デジタル研究所、三菱電機、三菱ケミカル、他 |
| 郡山ウェストソフトパーク | 東成エレクトロビーム、東成イービー東北、他                                                                   |
| 郡山中央工業団地         | アサカ理研、クラリオンマニュファクチャリングアンドサービス、東北アンリツ、パナソニック、日立製作所、他       |
| 郡山北部工業団地         | 村田製作所、三菱ふそうトラック・バス、ヤマト運輸、他                                                         |
| 郡山流通業務団地         | プロロジス、日本ロジテム、日本郵便輸送、ダイトーロジスティックス、他                                         |

### 第三次産業

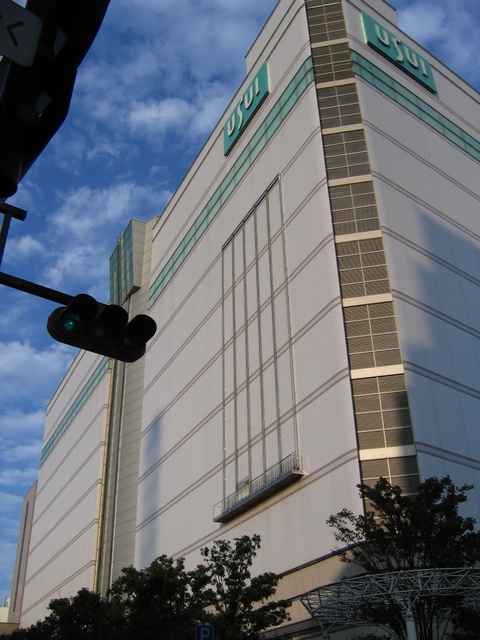
うすい百貨店

商品販売額：1兆4,913億円（2007年。県内1位、東北地方2位）
卸売市場
- 郡山総合地方卸売市場

郡山市内の主な百貨店・複合商業施設
- うすい百貨店
- アティ郡山
- モルティ
- エスパル郡山
- イオンタウン郡山（FESTA VILLAGEイオンタウン郡山）
- 郡山駅東ショッピングセンター（ドン・キホーテ郡山駅東店）
- ザ・モール郡山（西友リヴィン郡山店）
- オリエントパーク日和田
- ショッピングモールフェスタ（イオン郡山店食品館・FESTA VILLAGE日和田）
- ヨークタウン八山田・堤下・片平ほか
- 西部ショッピングセンター（西部プラザ）

百貨店としては、地元資本であったうすい百貨店（現在は三越伊勢丹ホールディングス傘下）、大型店は西友（ザ・モール郡山）の店舗がある。かつて大型店では、ダイエー（後にトポス、1994年11月閉店）とイトーヨーカドー（2024年5月閉店）が、専門店系列では、丸井（2008年2月閉店）があった。2020年に福島市の中合が閉店して以降、うすい百貨店は県内唯一の百貨店である。
家電量販店は、駅前のヨドバシカメラ、コジマ（コジマ × ビックカメラ）、ヤマダデンキ（YAMADA web.com 郡山本店、テックランドNew郡山南店、ヤマダアウトレット郡山店の3店舗）、ケーズデンキ（郡山本店）が出店している。
セブン-イレブン郡山虎丸店（1975年開店）は、日本のセブン-イレブンで最初に24時間営業を行った店舗である。また、郡山虎丸店はフランチャイズではなく本社の直営店であり、当時の店長は後のセブン&アイ・ホールディングス社長の井阪隆一であった。
- モルティ
- エスパル郡山
- Ati郡山
- ザ・モール郡山
- 郡山駅東ショッピングセンター
- イオンタウン郡山
- ショッピングモールフェスタ
- 西部プラザ
- ヨークベニマル方八町店

市西部の布引高原では風車33基、発電所出力65,980kW（国内2位）の「郡山布引高原風力発電所」が電源開発により建設され、2006年12月に運転を開始した。 2014年4月には産業技術総合研究所福島再生可能エネルギー研究所が開所し、郡山市でも公共施設に太陽光発電設備を導入するなど再生可能エネルギーの導入、普及促進に積極的に取り組んでいる。

### 市内に本社を置く主な企業
（株式公開企業）
- ゼビオホールディングス（東証一部 / スポーツ用品）
- 大東銀行（東証一部 / 銀行業）
- 幸楽苑ホールディングス（東証一部 / ラーメンチェーン店）
- アサカ理研（ジャスダック / 非鉄金属）
- ニラク（香港証券取引所 / パチンコホール運営）
- カナヤマコーポレーション（グリーンシート / 不動産業）

（その他）
- うすい百貨店（百貨店、三越伊勢丹ホールディングス傘下）
- ヨークベニマル（食料品スーパー / かつて東証一部上場）
- 日本全薬工業（ペット・家畜用医療薬品）
- 東北村田製作所（酸化銀電池、リチウムコイン電池など一次電池、リチウムイオン電池生産）
- 柏屋 （和菓子の製造・販売）
- 三万石（和菓子の製造・販売）
- かんのや（和菓子の製造・販売）
- 青木商店（フルーツバーAOKI、果汁工房果琳、フルーツピークスなどを展開）
- 酪王乳業（酪王カフェオレなど乳製品）
- クラリオンマニュファクチャリングアンドサービス（カーオーディオ・ナビゲーション生産）
- ビッグレンタル（建設機材レンタル業）
- 福島観光自動車（バス、タクシー）
- 郡山中央交通（バス）
- 佐藤（食品卸売業）
- 笹の川酒造（酒類の醸造・販売）
- 佐藤燃料（石油製品販売）
- 四季工房（注文住宅）
- 福島コンピューターシステム（コンピュータ・ソフトウェア開発・技術者派遣）
- マルイチグループ（ガソリンスタンド・タクシーなどの経営）
- 東北アルフレッサ （医薬品卸売業）
- パステル（雑貨販売）
- ジンコーポレーション（美容脱毛専門サロン「ミュゼプラチナム」）・飲食（「橋本ヒロシ」「麺家くさび」「一心亭分店」「あぁ博多人情」）創業地が郡山市で現在は東京都内にも東京本社がある。

かつて東京証券取引所一部に上場し、その後セブン&アイ・ホールディングスの完全子会社となった食品スーパーヨークベニマルや、スポーツ用品販売大手のゼビオホールディングス、第二地方銀行の大東銀行、ラーメン店チェーンの幸楽苑などが本社や本店を置いている。
また、福島県内最大手の地方銀行・東邦銀行は1946年まで、自動車買取業者のガリバーインターナショナルは1996年まで本社を置いていた。

### 市内に工場を置く主な企業
- パナソニック
- 日東紡績
- 保土谷化学工業
- 三菱電機
- 旭硝子
- 三菱樹脂
- 小松製作所
- 東北村田製作所
- 日本電産コパル
- 武蔵野福島工場
- 日本化学工業福島第一工場
- あづま食品郡山工場
- 東日本旅客鉄道郡山総合車両センター
- 日本貨物鉄道郡山車両所

### 金融機関
市内に本店を持つ金融機関
- 大東銀行
- 郡山信用金庫
- 福島県商工信用組合
- 福島さくら農業協同組合（JAバンク）

市内に支店を持つ金融機関
- 都市銀行
  - みずほ銀行

- 地方銀行

大東銀行本店

東邦銀行郡山中町支店（旧本店）

  - 東邦銀行（市指定金融機関であり、創業時は本店が市内にあった。）
  - 秋田銀行（有人店舗を3店舗構えている。詳細は秋田銀行#県外店舗を参照。）
  - 常陽銀行
  - 足利銀行
  - 山形銀行
  - 七十七銀行
- 第二地方銀行
  - 福島銀行
  - 北日本銀行
- JPグループ
  - ゆうちょ銀行郡山店
- 信用金庫
  - 須賀川信用金庫
- 信用組合
  - あすか信用組合
  - ウリ信用組合
- 政策金融機関
  - 日本政策金融公庫
- 労働金庫
  - 東北労働金庫
- 生活協同組合
  - 全労済
- 証券会社
  - 野村證券
  - 大和証券
  - みずほ証券
  - 福島銀行SBIマネープラザ郡山

市内に営業所を持つ金融機関
- 都市銀行
  - 三井住友銀行（仙台支店（郡山オフィス））
  - りそな銀行（りそなローンプラザ郡山・仙台支店郡山出張所）

## マスメディア

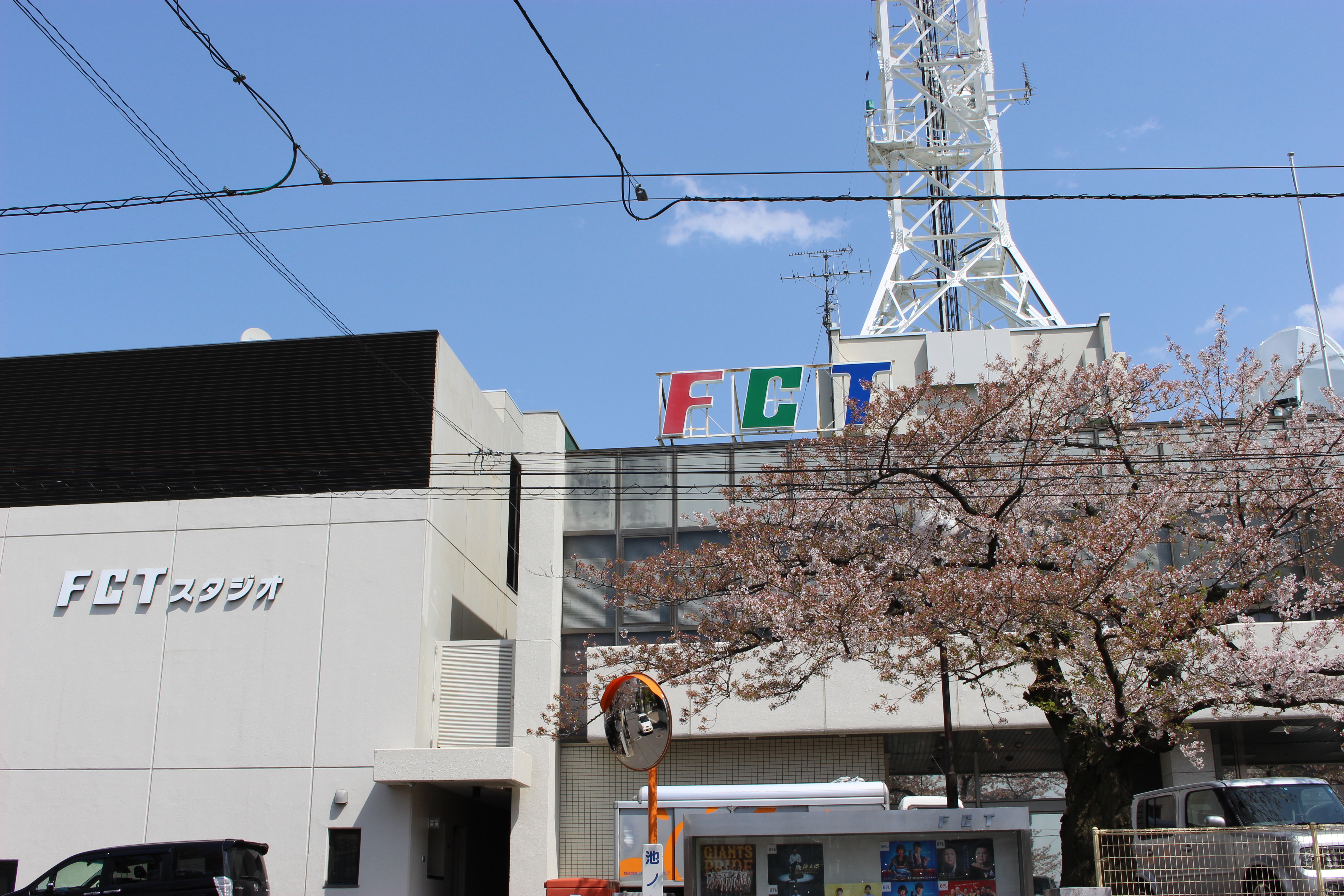
福島中央テレビ本社スタジオ

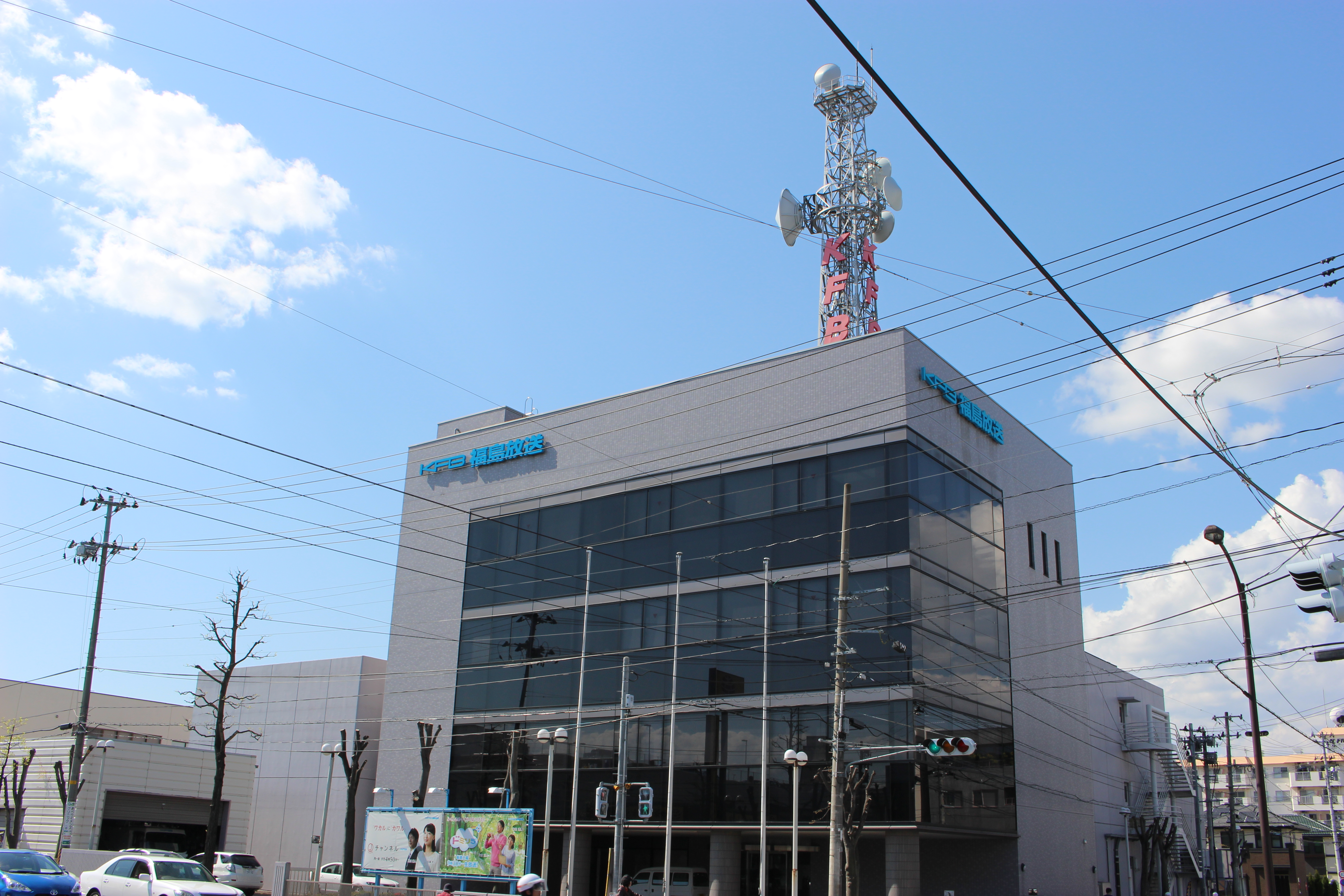
福島放送本社

エフエム福島本社

### テレビ・ラジオ局
- NHK福島放送局郡山支局
- 福島中央テレビ本社（日本テレビ系列。読売新聞、福島民友傘下）
- 福島放送本社（テレビ朝日系列）
- テレビユー福島郡山支社（TBS系列）
- 福島テレビ郡山支社（フジテレビ系列）
- ラジオ福島郡山総支社
- エフエム福島本社（JFN系列）
- 郡山コミュニティ放送（愛称：KOCOラジ）
- 富岡臨時災害FM（おだがいさまFM）
- 隣接する本宮市のコミュニティ放送Mot.Comもとみや（愛称：モットコム）は、郡山市日和田地区より北側が放送区域となっている。

### 新聞・通信社
- 福島民報郡山本社
- 福島民友郡山総支社
- 朝日新聞郡山支局
- 毎日新聞郡山支局
- 読売新聞郡山支局
- 日本経済新聞郡山支局
- 時事通信社郡山支局

### フリーペーパー
- ホットペッパー
- INDIGOインディゴ
- aruku あるく
- だいすき
- クルールふくしま
- style koriyama（スタイル郡山）
- こおりやま情報FREE

## 統計データ

### 現在の市勢
出典
- 総人口 - 335,444人（2015年）

出典
- 世帯数 - 131,548世帯（2010年）
- 可住地面積 - 337.34km2
- 年少人口割合（15歳未満） - 12.60%（2019年）
- 生産年齢人口割合（15歳 - 64歳）- 61.82%（2019年）
- 高齢人口割合（65歳以上） - 25.58%（2019年）
- 昼間人口 - 352,462人（2010年）
- 人口増加率（3年前比） - 0.98%減（2019年）
- 昼間人口比率 - 105.07%（2019年）
- 労働力人口 - 157,283人（2010年）
- 女性労働力率 - 51.7%（2019年）
- 完全失業率 - 4.8%（2019年）
- 合計特殊出生率 - 1.43（2019年）
- 他市区町村への通勤者数 - 16,293人（2010年）
- 他市区町村からの通勤者数 - 29,613人（2010年）
- 第1次産業就業者構成比 - 2.9%（2019年）
- 第2次産業就業者構成比 - 23.5%（2019年）
- 第3次産業就業者構成比 - 65.9%（2019年）
- 農業産出額 - 171億1,000万円（2019年）
- 製造品出荷額等 - 7,759億円（2012年）
- 商業年間商品販売額 - 1兆4,913億円（2007年）

## 地域
2009年1月1日現在
| 旧郡山                                 | 190,462人 | 56.53km2  | 3,369.22人 / km2 |
| 安積                                   | 35,085人  | 17.45km2  | 2,010.60人 / km2 |
| 三穂田                                 | 4,776人   | 44.55km2  | 107.21人 / km2   |
| 逢瀬                                   | 4,684人   | 72.01km2  | 65.05人 / km2    |
| 片平                                   | 7,171人   | 18.76km2  | 382.25人 / km2   |
| 喜久田                                 | 10,501人  | 15.75km2  | 666.73人 / km2   |
| 日和田                                 | 10,157人  | 22.52km2  | 451.02人 / km2   |
| 富久山                                 | 35,061人  | 16.35km2  | 2,144.40人 / km2 |
| 湖南                                   | 4,043人   | 167.73km2 | 24.10人 / km2    |
| 湖南の面積のうち猪苗代湖の面積26.01km2 |           |           |                  |
| 熱海                                   | 6,742人   | 151.17km2 | 44.60人 / km2    |
| 田村                                   | 20,355人  | 91.73km2  | 221.90人 / km2   |
| 西田                                   | 4,721人   | 27.28km2  | 173.06人 / km2   |
| 中田                                   | 5,728人   | 55.23km2  | 103.718人 / km2  |
| 総数                                   | 339,486人 | 757.06km2 | 448.43人 / km2   |

2021年1月1日現在
| 旧郡山                                 | 180,298人 | 56.53km2  | 3,184.35人 / km2 |
| 安積                                   | 33,057人  | 17.45km2  | 1,926.39人 / km2 |
| 三穂田                                 | 4,305人   | 44.55km2  | 96.81人 / km2    |
| 逢瀬                                   | 4,403人   | 72.01km2  | 55.58人 / km2    |
| 片平                                   | 6,271人   | 18.76km2  | 334.28人 / km2   |
| 喜久田                                 | 11,959人  | 15.75km2  | 768.08人 / km2   |
| 日和田                                 | 10,152人  | 22.52km2  | 450.60人 / km2   |
| 富久山                                 | 36,440人  | 16.35km2  | 2,200.48人 / km2 |
| 湖南                                   | 3,145人   | 167.73km2 | 18.75人 / km2    |
| 湖南の面積のうち猪苗代湖の面積26.01km2 |           |           |                  |
| 熱海                                   | 5,264人   | 151.17km2 | 34.81人 / km2    |
| 田村                                   | 17,069人  | 91.73km2  | 186.04人 / km2   |
| 西田                                   | 4,314人   | 27.28km2  | 158.08人 / km2   |
| 中田                                   | 4,597人   | 55.23km2  | 83.22人 / km2    |
| 総数                                   | 321,394人 | 757.06km2 | 424.45人 / km2   |

### 人口
| |                                        |  |
| 郡山市と全国の年齢別人口分布（2005年） | 郡山市の年齢・男女別人口分布（2005年） |  |
| ■紫色 ― 郡山市 ■緑色 ― 日本全国 | ■青色 ― 男性 ■赤色 ― 女性              |  |
| 郡山市（に相当する地域）の人口の推移 \| 1970年（昭和45年） \| 241,726人 \| \| \| 1975年（昭和50年） \| 264,628人 \| \| \| 1980年（昭和55年） \| 286,451人 \| \| \| 1985年（昭和60年） \| 301,673人 \| \| \| 1990年（平成2年） \| 314,642人 \| \| \| 1995年（平成7年） \| 326,833人 \| \| \| 2000年（平成12年） \| 334,824人 \| \| \| 2005年（平成17年） \| 338,834人 \| \| \| 2010年（平成22年） \| 338,712人 \| \| \| 2015年（平成27年） \| 335,444人 \| \| \| 2020年（令和2年） \| 327,692人 \| \| |                                        |  |
| 総務省統計局 国勢調査より |                                        |  |
| 1970年（昭和45年） | 241,726人                              |  |
| 1975年（昭和50年） | 264,628人                              |  |
| 1980年（昭和55年） | 286,451人                              |  |
| 1985年（昭和60年） | 301,673人                              |  |
| 1990年（平成2年） | 314,642人                              |  |
| 1995年（平成7年） | 326,833人                              |  |
| 2000年（平成12年） | 334,824人                              |  |
| 2005年（平成17年） | 338,834人                              |  |
| 2010年（平成22年） | 338,712人                              |  |
| 2015年（平成27年） | 335,444人                              |  |
| 2020年（令和2年） | 327,692人                              |  |

## 公的機関など

### 市の機関
- 郡山市役所

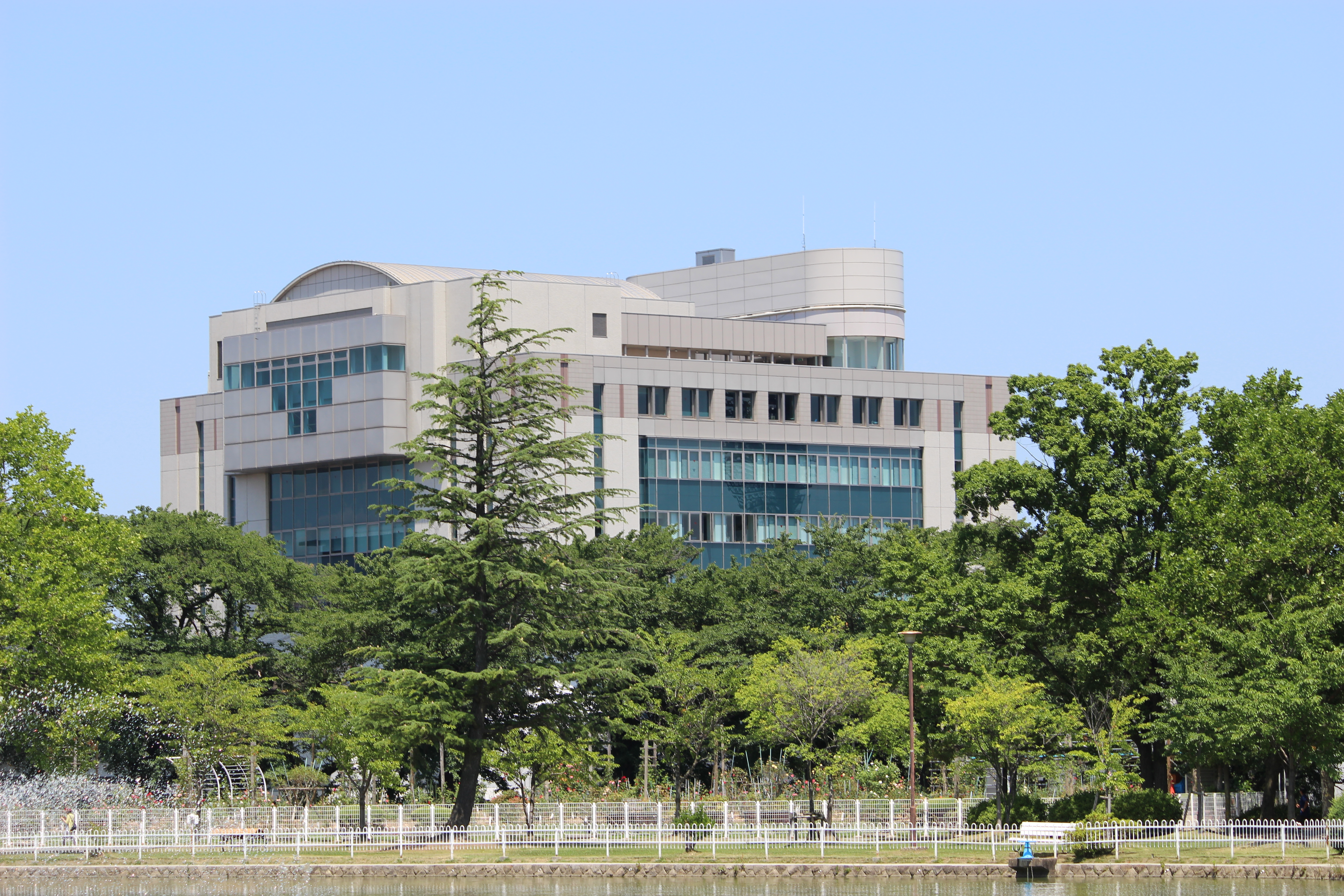
郡山市役所西庁舎

ニコニコこども館

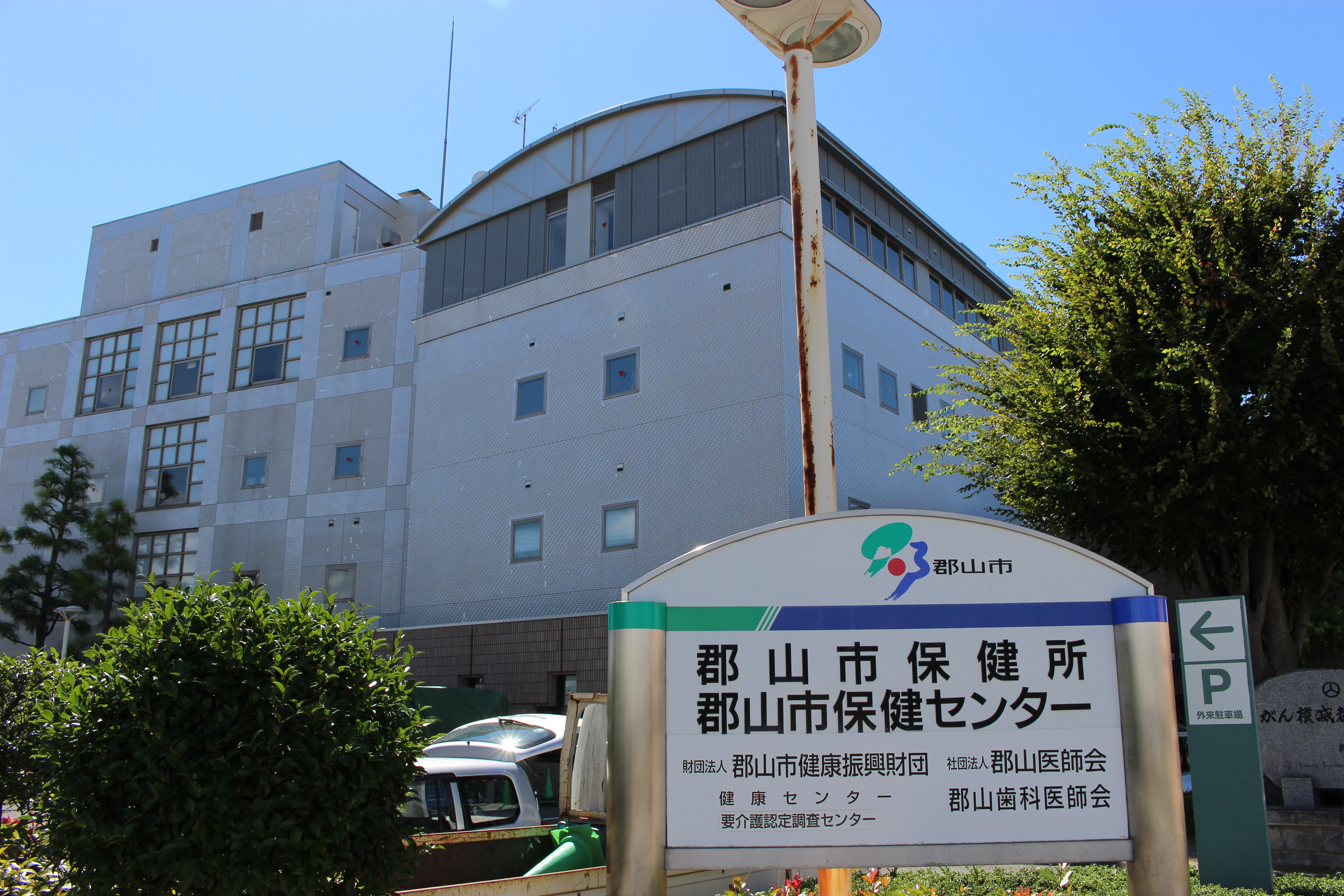
郡山市保健所

郡山消防署

  - 市民サービスセンター（郡山ビッグアイ内）
  - 富田行政センター
  - 大槻行政センター
  - 安積行政センター
  - 三穂田行政センター
  - 逢瀬行政センター
    - 河内連絡所

  - 片平行政センター
  - 喜久田行政センター
  - 日和田行政センター
  - 富久山行政センター
  - 湖南行政センター
    - 月形連絡所

  - 熱海行政センター
  - 田村行政センター
    - 高瀬連絡所
    - 二瀬連絡所

  - 西田行政センター
  - 中田行政センター
  - 郡山市水道局
  - 郡山市保健所
  - 郡山市こども総合支援センター（ニコニコこども館）
  - 郡山市地域子育て支援センター
  - 郡山市総合福祉センター
  - 郡山市地域包括支援センター

- 郡山地方広域消防組合 郡山消防署
  - 熱海分署
  - 日和田分署
  - 富久山分署
  - 田村分署
  - 大槻基幹分署
  - 安積分署
  - 喜久田基幹分署
  - 針生救急所
  - 湖南分署
  - 中田分署

### 県の機関

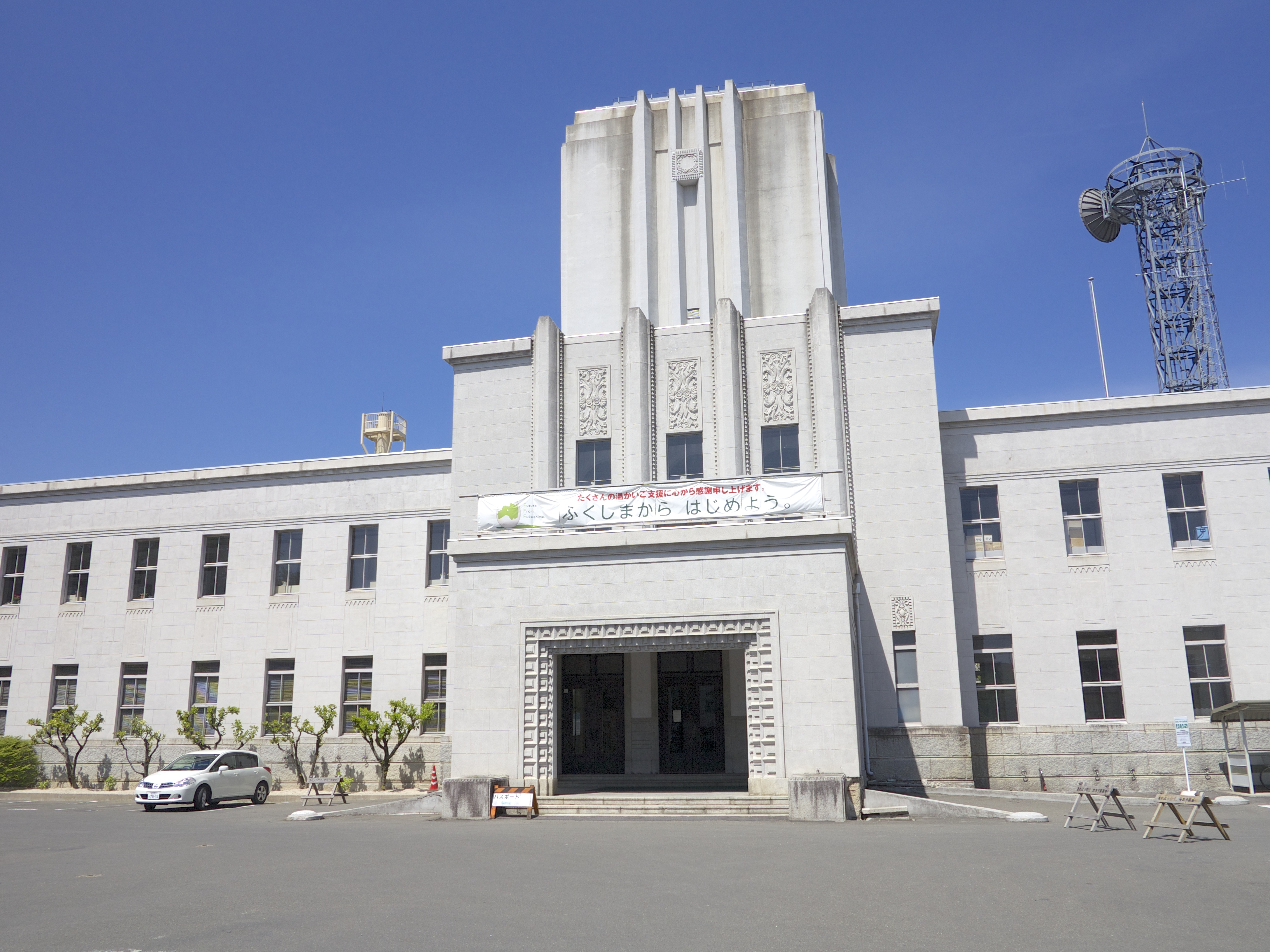
郡山合同庁舎（旧郡山市役所）

郡山警察署

- 福島県県中地方振興局
- 福島県県中農林事務所
- 福島県県中教育事務所
- 福島県県中建設事務所
- 福島県県中児童相談所
- 福島県警察
  - 郡山警察署
    - 駅前交番
    - 芳賀交番
    - 古舘交番
    - 長者交番
    - 麓山交番
    - 久留米交番
    - 開成山交番
    - 笹川交番
    - 大槻交番
    - 岩江駐在所
    - 宮城駐在所
    - 柳橋駐在所
    - 田村駐在所
    - 二瀬駐在所
    - 三穂田駐在所

  - 郡山北警察署
    - 富田交番
    - 富久山交番
    - 熱海駐在所
    - 逢瀬駐在所
    - 片平駐在所
    - 喜久田駐在所
    - 西田駐在所
    - 日和田駐在所
    - 福良駐在所
    - 舟津駐在所

  - 郡山運転免許センター

### 国などの機関
- 防衛省東北防衛局郡山防衛事務所
- 防衛省陸上自衛隊東北方面隊第6師団郡山駐屯地
  - 第6特科連隊
  - 第6高射特科大隊
  - 第6後方支援連隊第2整備大隊特科直接支援中隊
  - 第6後方支援連隊第2整備大隊高射直接支援隊
  - 駐屯地業務隊
  - 第378会計隊
  - 第315基地通信中隊郡山派遣隊
  - 第124地区警務隊郡山連絡班
  - 多田野演習場
- 防衛省自衛隊福島地方協力本部郡山地区援護センター
- 法務省福島地方法務局郡山支局
- 法務省出入国在留管理庁仙台出入国在留管理局郡山出張所
- 財務省国税庁仙台国税局郡山税務署
- 厚生労働省福島労働局郡山労働基準監督署
- 厚生労働省福島労働局郡山公共職業安定所
- 国土交通省東北地方整備局郡山国道事務所
- 農林水産省東北農政局福島地域センター郡山庁舎
  - 新安積農業水利事業所
- 農林水産省林野庁関東森林管理局福島森林管理署郡山森林事務所
- 福島地方検察庁郡山支部、郡山区検察庁
- 福島地方裁判所郡山支部（家庭裁判所支部、簡易裁判所を併設）＊なお、地裁支部では、裁判員裁判も扱う

### 独立行政法人および特殊法人
- 日本年金機構郡山事務所
- 日本貿易振興機構（ジェトロ）福島貿易情報センター
- 東日本高速道路（NEXCO東日本）郡山管理事務所

### 研究機関
- 産業技術総合研究所（産総研）福島再生可能エネルギー研究所
- 科学技術振興機構JST復興促進センター郡山事務所
- 福島県ハイテクプラザ
- ふくしま医療機器開発支援センター
- 福島県農業総合センター
- 福島県林業研究センター

## 医療機関
市内には福島県最大の病床数を持つ総合病院や大学病院などの高度医療機関、日常的な診察や健康管理などを行う「かかりつけ医」の役割を担うクリニックなどが多数集積している。
人口10万人あたり病床数は1815.5床(全国平均1236.3床)、医師数237.5人（同226.5人）、歯科医師数111.6人（同78.2人）となっている。
なお「郡山市こども医療費助成制度」により18歳以下の市民の医療費は無料となっている。

### 主な医療機関
- 一般財団法人太田綜合病院
  - 附属太田西ノ内病院（病床数1,105床、救命救急センター、災害拠点病院、周産期母子医療センター）
  - 附属太田熱海病院（461床）
- 公益財団法人星総合病院
  - 附属星ヶ丘病院（570床）
  - 星総合病院（430床）
- 医療法人安積保養園
  - 附属あさかホスピタル（495床）
- 一般財団法人脳神経疾患研究所
  - 附属総合南東北病院（461床、1都3県に拠点を持つ南東北病院グループの基幹病院）
  - 附属南東北がん陽子線治療センター
  - 附属南東北BNCT研究センター
- 公益財団法人金森和心会
  - 針生ヶ丘病院（451床）
- 公益財団法人湯浅報恩会
  - 寿泉堂綜合病院（305床）
  - 寿泉堂香久山病院（250床）
- 財団法人慈山会医学研究所
  - 附属坪井病院（230床）
- 医療法人明信会
  - 今泉西病院（158床）
  - 今泉眼科病院（60床）
- 医療法人社団新生会
  - 南東北第二病院（156床）
- 郡山医療生活協同組合
  - 桑野協立病院（120床）
- 一般社団法人郡山医師会
  - 郡山ビッグハート（郡山市医療介護病院　120床、郡山市休日・夜間急病センター）
- 医療法人佐藤胃腸病院
  - 佐藤胃腸科外科病院（120床）
- 医療法人慈繁会
  - 土屋病院（99床）
- 福島県総合療育センター（90床）
- 医療法人郡山病院
  - 郡山病院（41床）
- 医療法人社団ときわ会
  - 日東病院（32床）
- 医療法人創流会
  - 朝日病院（30床）
- 学校法人晴川学舎
  - 奥羽大学歯学部附属病院（22床）

- 太田西ノ内病院
- 寿泉堂綜合病院
- 星総合病院
- 総合南東北病院
- あさかホスピタル
- 坪井病院
- 奥羽大学歯学部附属病院
- 郡山ビッグハート
- 南東北がん陽子線治療センター

## 施設

### ホール・展示場・集会場
- 郡山市民文化センター
- ビッグパレットふくしま
- 郡山ユラックス熱海
- 郡山市公会堂
- 郡山市中央公民館・勤労青少年ホーム
- ミューカルがくと館

- 郡山市公会堂
- 郡山市中央公民館・勤労青少年ホーム
- 郡山市民文化センター
- ミューカルがくと館
- 郡山ユラックス熱海

### 美術館・博物館など

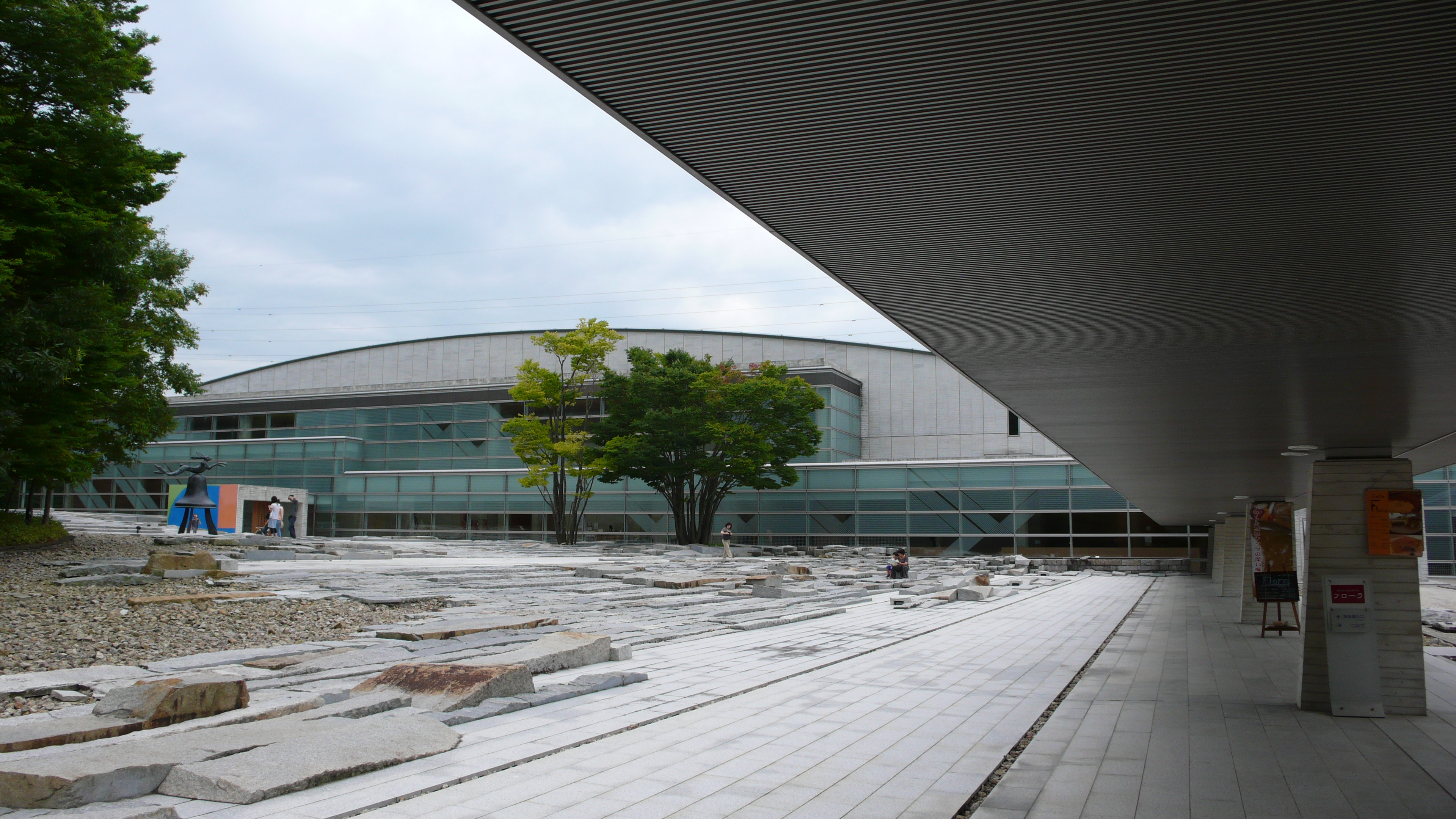
郡山市立美術館

- 郡山市立美術館
- 日本きもの文化美術館
- サロン文化美術館
- 郷さくら美術館（休館中•再開館時期未定)
- 郡山市ふれあい科学館

館内のプラネタリウムは、地上から数えて世界で最も高い場所にあることで、ギネス世界記録認定。
- 安積歴史博物館

現福島県立安積高等学校敷地内、旧福島県尋常中学校本館。国の重要文化財。
- 郡山市開成館
- 郡山市歴史資料館
- こおりやま文学の森資料館

### 図書館

中央図書館

- 中央図書館
- 希望ヶ丘図書館
- 安積図書館
- 富久山図書館
- クローバー子供図書館

### スポーツ

#### 屋外
- 開成山陸上競技場
- 開成山弓道場
- 開成山野球場
- 日和田野球場
- ふるさとの森スポーツパーク野球場
- ふるさとの森スポーツパークソフトボール場
- ふるさとの森スポーツパーク多目的グラウンド
- 郡山庭球場
- 西部庭球場 - 待池公園隣り、受付は西部第二体育館
- 磐梯熱海スポーツパーク多目的グラウンド（野球場兼用）
- 磐梯熱海スポーツパーク熱海サッカー場
- 磐梯熱海スポーツパーク郡山スケート場
- 郡山西部サッカー場
- 熱海フットボールセンター - ほっとあたみ内
- 郡山相撲場 - 西部体育館敷地内
- この他、大槻公園内や西部第二体育館隣、および、安積、三穂田、逢瀬、片平、日和田、富久山、湖南、田村、中田、喜久田などの地区ごとにスポーツ広場あり

#### 屋内
- 郡山総合体育館
- 東部体育館
- ふるさとの森スポーツパーク体育館
- 西部体育館
- 西部第二体育館
- 郡山カルチャーパークアリーナ
- 磐梯熱海スポーツパーク体育館
- 磐梯熱海アイスアリーナ

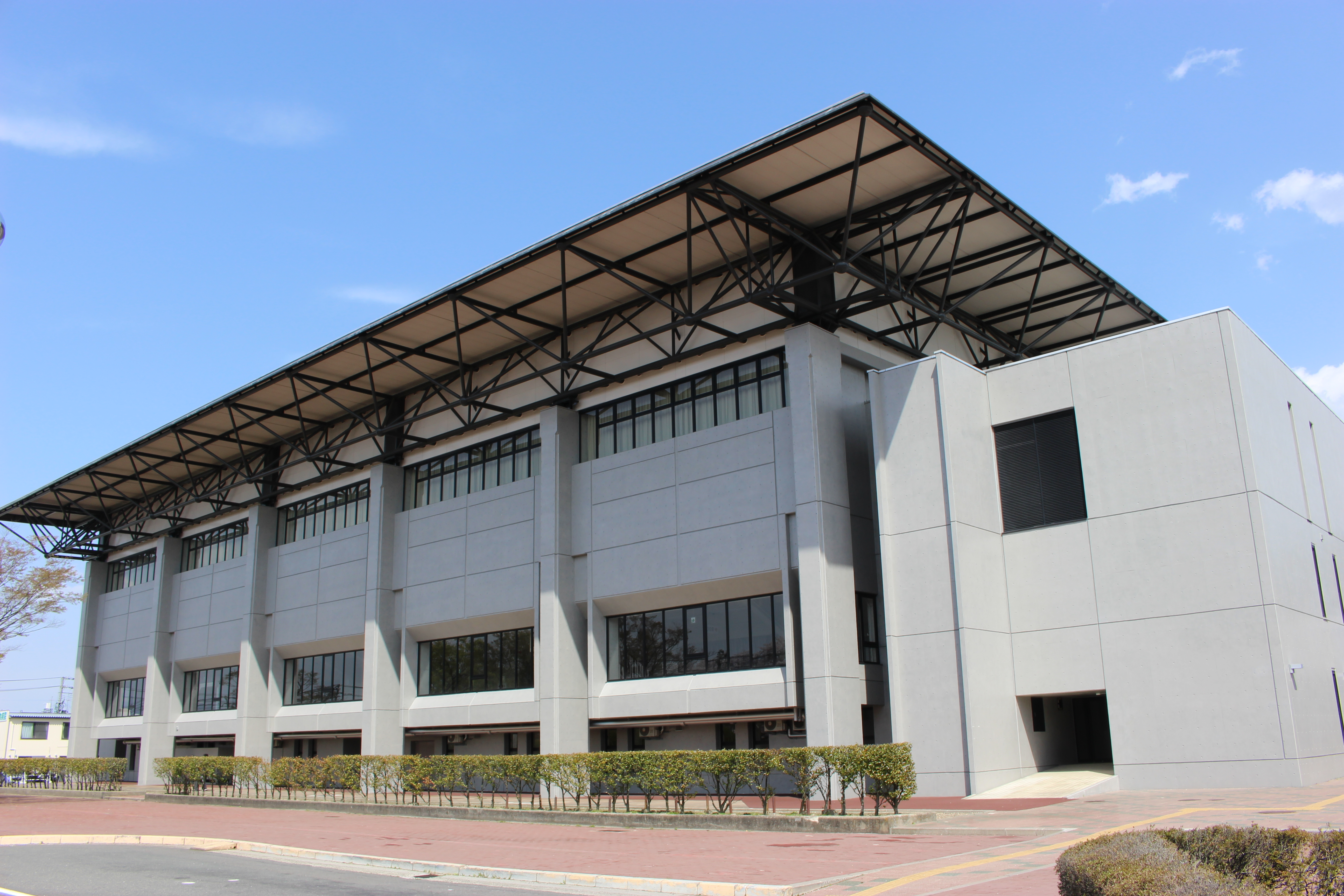
郡山総合体育館

- この他、湖南町のサン・サン・グリーン湖南や安積、田村、日和田、富久山などの公民館に体育館あり

#### プール
- 開成山屋内水泳場
- 郡山カルチャーパークプール
- 郡山ユラックス熱海温水プール

#### ゴルフ
- 郡山ゴルフ倶楽部
- 郡山熱海カントリークラブ

### その他施設
- 郡山テアトル
- いわき平競輪場郡山場外
- 郡山東部ニュータウン

## 郵便
郵便局(集配局)
- 郡山郵便局
- 郡山南郵便局
- 郡山西郵便局
- 日和田郵便局
- 小泉郵便局
- 宮城郵便局
- 柳橋郵便局

- 西田郵便局
- 守山郵便局
- 谷田川郵便局
- 月形郵便局
- 中野郵便局
- 福良郵便局

郵便局
- 安子ヶ島郵便局
- 熱海郵便局
- 片平郵便局
- 喜久田郵便局
- 久保田郵便局
- 郡山開成郵便局
- 郡山中町郵便局
- 郡山希望ケ丘郵便局
- 郡山大槻郵便局
- 郡山麓山郵便局
- 郡山方八町郵便局
- 郡山本町郵便局
- 郡山久留米郵便局
- 郡山長者郵便局
- 郡山卸町郵便局
- 郡山台新郵便局
- 郡山市役所内郵便局
- 郡山虎丸町郵便局
- 郡山香久池郵便局
- 郡山細沼郵便局
- 郡山駅前郵便局

- 郡山若葉町郵便局
- 郡山小原田郵便局
- 郡山五百淵郵便局
- 郡山駅前大通り郵便局
- 郡山柴宮郵便局
- 郡山荒井郵便局
- 郡山深沢郵便局
- 郡山金屋郵便局
- 郡山緑ヶ丘郵便局
- 郡山笹川郵便局
- 郡山並木郵便局
- 高瀬郵便局
- 高野郵便局
- 多田野郵便局
- 富田郵便局
- 富田東郵便局
- 富久山郵便局
- 三穂田郵便局
- 三和郵便局
- 舞木郵便局

簡易郵便局
- 下枝簡易郵便局
- 田母神簡易郵便局
- 石筵簡易郵便局

- 赤津簡易郵便局
- 安積河内簡易郵便局

## 教育

### 大学

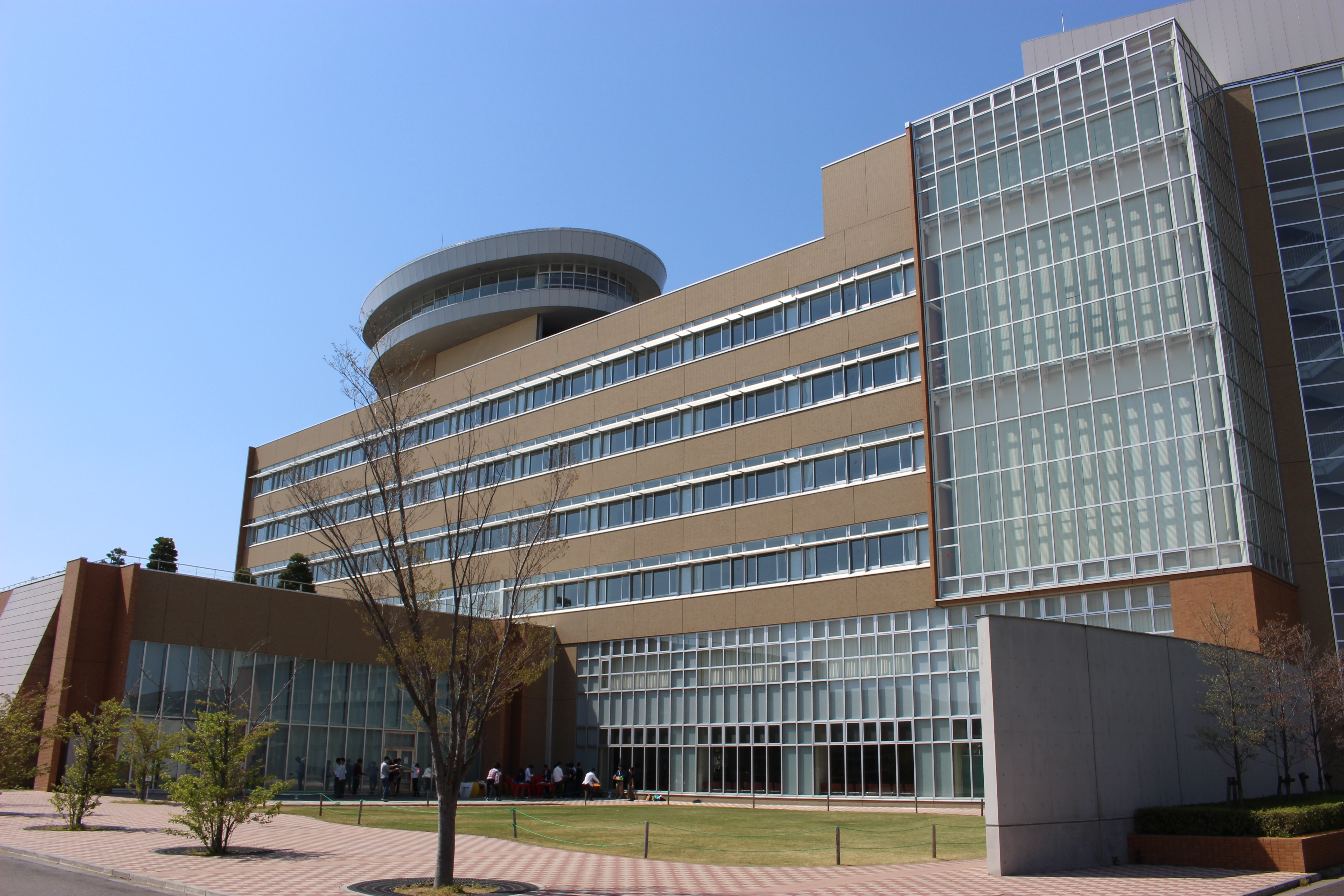
日本大学工学部

私立
- 日本大学工学部
- 奥羽大学
- 郡山女子大学
- 放送大学福島学習センター

### 短期大学
私立
- 郡山女子大学短期大学部

### 高等学校
県立
- 福島県立安積高等学校
- 福島県立安積黎明高等学校
- 福島県立郡山東高等学校
- 福島県立郡山商業高等学校
- 福島県立郡山北工業高等学校
- 福島県立郡山高等学校
- 福島県立あさか開成高等学校
- 福島県立湖南高等学校
- 福島県立郡山萌世高等学校(定時制)

私立
- 日本大学東北高等学校
- 尚志高等学校(全日制)
- 帝京安積高等学校
- 郡山女子大学附属高等学校
- 星槎国際高等学校郡山学習センター(通信制)
- 第一学院高等学校郡山キャンパス(通信制)
- 屋久島おおぞら高等学校郡山キャンパス(通信制)
- 尚志高等学校(通信制)

### 中学校
市立
- 郡山第一中学校
- 郡山第二中学校
- 郡山第三中学校
- 郡山第四中学校
- 郡山第五中学校
- 郡山第六中学校
- 郡山第七中学校
- 富田中学校
- 大槻中学校
- 小原田中学校
- 安積中学校
- 安積第二中学校
- 三穂田中学校

- 逢瀬中学校
- 片平中学校
- 喜久田中学校
- 日和田中学校
- 行健中学校
- 明健中学校
- 熱海中学校
- 守山中学校
- 高瀬中学校
- 御舘中学校
- 宮城中学校
- 緑ケ丘中学校
- 湖南中学校

私立
- 郡山ザベリオ学園中学校

### 小学校
市立
- 赤木小学校
- 朝日が丘小学校
- 大島小学校
- 大槻小学校
- 小山田小学校
- 開成小学校
- 薫小学校
- 金透小学校
- 桑野小学校
- 小原田小学校
- 桜小学校
- 白岩小学校
- 大成小学校
- 橘小学校
- 東芳小学校
- 富田小学校
- 富田西小学校
- 富田東小学校
- 芳賀小学校
- 芳山小学校
- 緑ケ丘第一小学校
- 桃見台小学校
- 安積第一小学校
- 安積第二小学校
- 安積第三小学校
- 永盛小学校

- 柴宮小学校
- 穂積小学校
- 三和小学校
- 多田野小学校
- 多田野小学校堀口分校
- 河内小学校
- 片平小学校
- 喜久田小学校
- 日和田小学校
- 高倉小学校
- 行健小学校
- 行健第二小学校
- 明健小学校
- 小泉小学校
- 行徳小学校
- 熱海小学校
- 熱海小学校石筵分校
- 安子島小学校
- 高瀬小学校
- 守山小学校
- 御代田小学校
- 谷田川小学校
- 御舘小学校
- 宮城小学校
- 海老根小学校

私立
- 郡山ザベリオ学園小学校

### 義務教育学校
市立
- 郡山市立西田学園

### 特別支援学校
県立
- 聴覚支援学校
- あぶくま支援学校
- 郡山支援学校
- 須賀川支援学校郡山校

## 交通
東北新幹線で東京駅から最短77分で結ばれており、郡山駅から磐越東線、磐越西線、水郡線が分岐、東北自動車道、磐越自動車道、国道4号、国道49号、国道288号、国道294号が縦横に結ぶ東日本でも屈指の交通の要衝であり、『陸の港』と称されている。

### 鉄道

郡山駅正面（2015年4月撮影）

郡山駅に停車するE5系新幹線

郡山駅を中心に東西・南北方向、さらに東南方向にも路線が存在する。私鉄は存在せず、旅客輸送・貨物輸送は東日本旅客鉄道（JR東日本）・日本貨物鉄道（JR貨物）が担っている。
東日本旅客鉄道
- ■東北新幹線、■山形新幹線 やまびこ、つばさ、なすの

（東京・大宮方面 - 郡山駅 - 福島・山形・仙台・新青森・新函館北斗方面）
なすの号は那須塩原駅より北進し、日中のダイヤを中心に東京方面へ折り返している。
- ■東北本線

（東京・大宮方面 - 安積永盛駅 - （郡山貨物ターミナル駅） - 郡山駅 - 日和田駅）
- ■磐越東線（ゆうゆうあぶくまライン）

（いわき方面 - 舞木駅 - 郡山駅）
- ■磐越西線

（郡山駅 - 郡山富田駅 - 喜久田駅 - 安子ケ島駅 - 磐梯熱海駅 - 中山宿駅 - 会津若松・新津方面）
- ■水郡線

（水戸方面 - 谷田川駅 - 磐城守山駅- 安積永盛駅 - 郡山駅）
水郡線の終着駅は安積永盛駅だが、東北本線に乗り入れ全列車が郡山駅まで乗り入れる。
※ このほか、JRと郡山市が安積永盛駅 - 郡山駅間に新駅（仮称・郡山南駅）の設置について要望中である。

### バス

福島交通のバス。郡山駅前バス乗り場にて（2015年4月撮影）

- 福島交通 - 市内に郡山支社が設置されている。
  - 郡山市内に乗り入れる福島交通として、船引出張所（田村市）・小野出張所（小野町）・須賀川営業所（須賀川市）管轄路線が乗入れてくる。
- 会津乗合自動車（会津バス） - 市内に郡山湖南営業所が設置され、湖南地区及び大槻地区にて運行している[37]。

### 高速バス路線
※2005年度の利用客数も付記。
福島県内
- 郡山〜福島：12.2万人
- 会津若松〜郡山〜いわき：34.9万人
  - 会津若松〜郡山：14.5万人
  - 郡山〜いわき：5.2万人
- 郡山〜喜多方

隣接県
- 郡山〜仙台：35.8万人
  - 須賀川〜郡山〜仙台：2006年3月から
- 郡山〜新潟：1.2万人

東京方面
- 郡山〜新越谷（あだたら号）
- 福島〜郡山〜新宿（あぶくま号）：9.6万人
- 福島〜郡山〜成田空港：2005年10月から
- 福島〜郡山〜東京駅・東京ディズニーランド（ドリーム福島・東京号）
- 福島〜田村市船引〜郡山〜須賀川〜白河〜新宿〜東京〜二俣新町（桜交通）

名古屋方面
- 郡山〜東岡崎駅・東名豊田・栄・名古屋：2013年7月4日から

大阪方面
- 福島〜郡山〜大阪：1.9万人

### タクシー
郡山駅周辺・市中心部が中心だが、磐梯熱海などの観光需要も一定数ある。そのほとんどが小型タクシーである。西条タクシーグループはUberTaxi利用可。
- 市内拠点の主なタクシー会社
- ひかりタクシー
- 福島観光自動車
- 郡山観光交通
- クラブ自動車
- 西条タクシーグループ

- 湖南交通グループ
- 富田タクシー
- 喜久田タクシー
- 日和田タクシー

### 港湾
- 湖南港

猪苗代湖南岸にある。現在は主に観光用。地方港湾としては翁島港と並んで日本一の高所にある。
隣接県の旅客航路を利用するには、仙台港や新潟港でもアクセスに2-3時間は要する。

### 空港
郡山市から利用される空港。
- 福島空港

隣接する須賀川市と玉川村にまたがる2500m滑走路がある。国内線では新千歳、大阪、国際線ではソウル、上海に定期航路を持っていたほかに、香港、台北などからチャーター便の運航されていたが、現在は国際線の運行は行われていない。過去には帯広、函館、中部、広島、福岡、関西、沖縄にも就航していた。
- 仙台空港

東北新幹線利用にて1時間から1時間10分。または高速道路利用で1時間30分。仙台空港アクセス線の開通により、利便性が向上した。
- 成田空港

千葉交通によるリムジンバスの運行有り。また、福島観光自動車による低料金のドアツードア送迎のエアポートライナーも運行される。
- 羽田空港

東北新幹線によりアクセス。

### 道路

#### 高速道路
- 東北自動車道
  - 安積PA - 郡山南IC - 郡山中央スマートIC - 郡山IC - 郡山JCT
- 磐越自動車道
  - 郡山東IC - 郡山JCT - 五百川PA - 磐梯熱海IC

#### 一般国道
- 国道4号
  - 北方面 - 二本松・福島・仙台
  - 南方面 - 須賀川・白河・宇都宮・東京
- 国道49号
  - 東方面 - いわき・日立・水戸
  - 西方面 - 会津若松・新潟
- 国道288号
  - 三春・田村・大熊・双葉・南相馬方面
- 国道294号

#### 主要地方道
- 福島県道6号郡山湖南線
- 福島県道8号本宮熱海線
- 福島県道9号猪苗代湖南線
- 福島県道13号小野田母神線
- 福島県道17号郡山停車場線
- 福島県道24号中の沢熱海線
- 福島県道28号本宮三春線
- 福島県道29号長沼喜久田線

- 福島県道40号飯野三春石川線
- 福島県道47号郡山長沼線
- 福島県道54号須賀川三春線
- 福島県道55号郡山矢吹線
- 福島県道57号郡山大越線
- 福島県道65号小野郡山線
- 福島県道67号中野須賀川線
- 福島県道73号二本松金屋線

#### 一般県道
- 福島県道109号安積長沼線
- 福島県道110号田村安積線
- 福島県道115号三春日和田線
- 福島県道116号二本松三春線
- 福島県道142号河内郡山線
- 福島県道143号仁井田郡山線
- 福島県道144号谷田川三春線
- 福島県道146号石筵本宮線
- 福島県道181号谷田川停車場線
- 福島県道182号磐城守山停車場線
- 福島県道188号日和田停車場線
- 福島県道199号安子ヶ島停車場線

- 福島県道200号磐梯熱海停車場線
- 福島県道234号舟津福良線
- 福島県道235号羽鳥福良線
- 福島県道236号青松浜線
- 福島県道293号江持谷田川停車場線
- 福島県道294号三穂田須賀川線
- 福島県道295号芦ノ口大槻線
- 福島県道296号荒井郡山線
- 福島県道297号斎藤下行合線
- 福島県道355号須賀川二本松線
- 福島県道376号湖南湊線
- 福島県道357号岩根日和田線

#### 自転車道
- 福島県道372号須賀川二本松自転車道線

#### 市内の主な通称
詳しくは福島県内の通りを参照。
- あさか野バイパス
- 内環状線（すずかけ通り）
- うねめ通り（軍用道路）
- 郡山インター線
- 郡山南インター線
- コスモス通り
- さくら通り
- 静御前通り（郡女通り）

- 昭和通り
- 新さくら通り
- 東部幹線（東部環状線）
- なかまち夢通り
- 美術館通り
- 日の出通り
- フロンティア通り
- 文化通り

## 観光

### 観光地

郡山カルチャーパーク(2015年5月撮影)

郡山市ふれあい科学館・展示ゾーン

- 郡山ビッグアイ
高さ約133mの福島県内で最も高いビル。郡山市ふれあい科学館などが入居する。22階にある入場無料の展望ゾーンからは郡山駅周辺の市街地を望むことが出来る。
- 布引高原
標高約1,000mの台地状の高原。磐梯山や猪苗代湖が一望できる。風の高原とも呼ばれ風力発電用の風車33基が立ち並んでおり、展望台やウォーキングコースも整備されている。
- 猪苗代湖
日本で4番目の面積を持つ湖。湖面が鏡のように美しい事から「天鏡湖」とも呼ばれている。ウォータースポーツや湖水浴、キャンプなど県内有数のアウトドアスポットである。
- 高柴デコ屋敷
三春駒や三春張子人形の発祥の地で、江戸時代から300年以上の歴史を持つ工人の里。4軒の工房が立ち並び郷土民芸品を制作している。
- 雪村庵
室町時代の画家・雪村が晩年を過ごした庵。
- 大安場古墳
東北地方最大の前方後円墳で国指定史跡。周辺は大安場史跡公園として整備され、体験学習イベントなども行われている。東日本大震災では亀裂が入ったが2013年7月修復完了。
- 銚子ケ滝
日本の滝百選に数えられる高さ48mの滝。紅葉狩のスポットでもある。
- 母成グリーンライン
熱海町石筵から中ノ沢温泉までを結ぶ道路。沿線には石筵ふれあい牧場、銚子ヶ滝などの観光名所がある。かつては有料道路だったが2006年より無料開放されている。
- 郡山カルチャーパーク
郡山市が管理運営している県内唯一の遊園地。市営のため入場は無料であり、乗り物も格安の料金で利用することが出来る。
- 郡山石筵ふれあい牧場
総面積約103haの広大な観光牧場。家畜や動物と触れ合うことができ、サイクリングや乗馬、現地で生産されたラム肉のバーベキューなどを楽しめる。飼育されている動物は、牛、馬、ウサギ、ロバ、ヒツジ、ヤギ、アヒル、クジャクなどである。

- 高柴デコ屋敷・彦治民芸
- 郡山石筵ふれあい牧場

### 公園
- 安積山公園
- 荒池公園
- 山ノ井農村公園（うねめ公園）
- 逢瀬公園
- 大槻公園
- 開成山公園
- 薫公園
- 香久池公園
- 五百淵公園
- 酒蓋公園

- 浄土松公園
- せせらぎこみち
- 高篠山森林公園
- 中町緑地
- 21世紀記念公園麓山の杜
- 麓山公園
- 風土記の丘公園
- 平成記念郡山こどものもり公園
- 待池公園
- ゆけむり緑地

### 登山
- 安達太良山
- 額取山
- 高旗山
- 宇津峰山（須賀川市にまたがっての国史跡）
- 一盃山

### 温泉
- 磐梯熱海温泉
郡山の奥座敷とも称される温泉地。かつて奥州合戦の後にこの地の領主になった源頼朝の家臣・伊東祐長（伊東祐長の祖先もしくは子孫の安積郡領主・伊東氏との説も）が、故郷の伊豆の温泉地を懐かしみ、熱海と名付けたという伝説がある。その泉質から月岡温泉、いわき湯本温泉とともに「磐越三美人湯」に数えられている。温泉街には大衆的な旅館から天皇・皇后や皇族、英国のウィリアム皇太子などの要人が宿泊した老舗高級旅館まで大小様々な旅館・ホテルが軒を連ねている。
また、市内各所に数多くの日帰り温泉施設があり、銭湯並みの低料金で利用できる。

### 神社
- 開成山大神宮
- 安積國造神社
- 隠津島神社（郡山市湖南町福良）
- 隠津島神社（郡山市喜久田町堀之内）
- 田村神社
- 鹿島大神宮（鹿島神社のペグマタイト岩脈）
- 香久山神社
- 高屋敷稲荷神社

- 開成山大神宮（2015年撮影）
- 安積国造神社
- 高屋敷稲荷神社

### 寺院
- 如宝寺
- 善導寺
- 法現寺
- 西方寺（蛇骨地蔵堂）
- 東光寺（中地大仏）

### 祭事・催事
- 1月 七日堂まいり

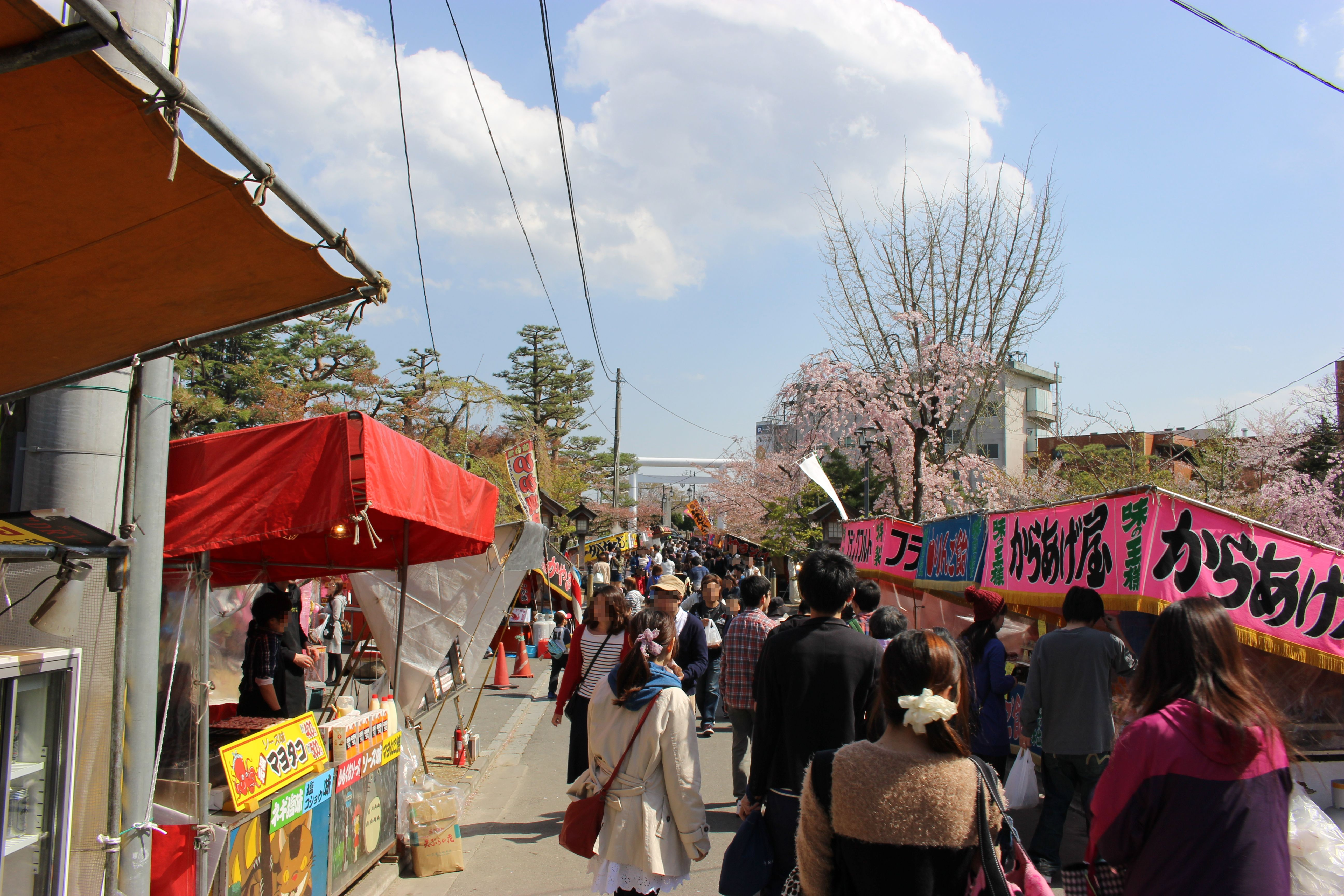
開成山大神宮で行われている桜まつり(2015年4月撮影)

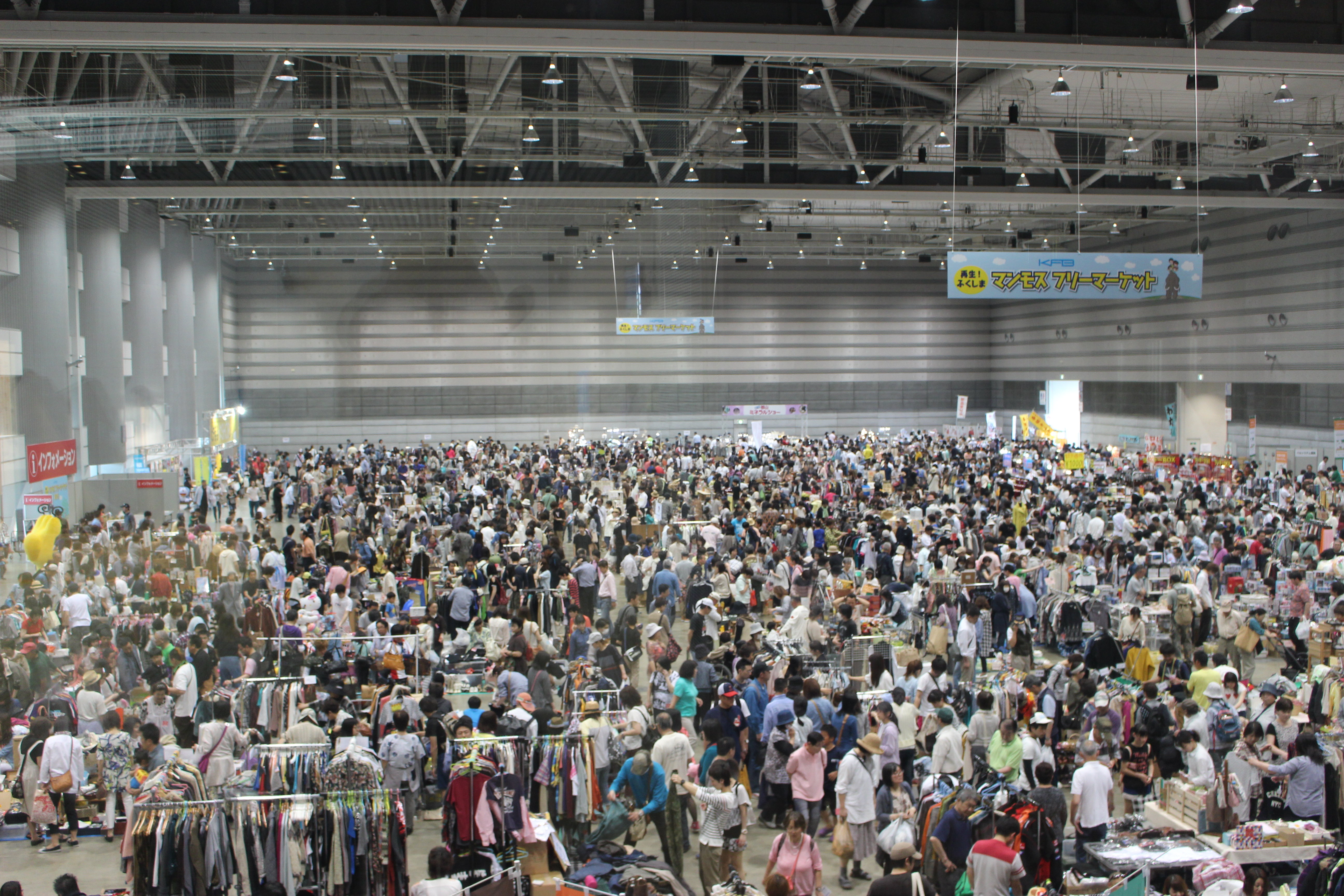
KFBマンモスフリーマーケット(2015年5月撮影)

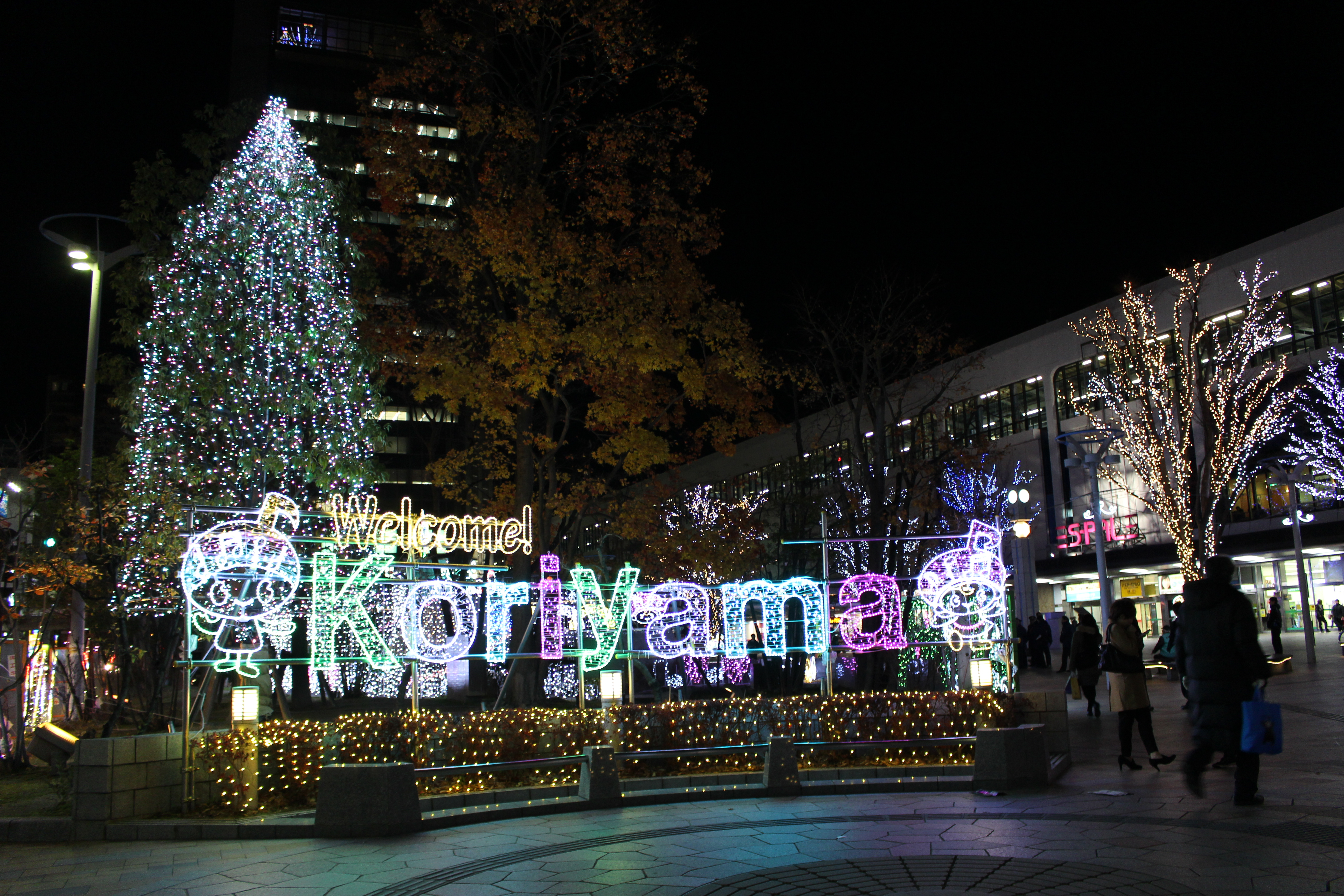
ビッグツリーページェント・フェスタ in KORIYAMA(2015年12月撮影)

- 1月 音楽都市こおりやま ふれあいコンサート
- 2月 如宝寺の節分豆撒き
- 2月 ウィンターフェスタ IN KORIYAMA<新酒まつり>
- 3月 音楽都市こおりやま全国合唱祭
- 4月 桜まつり
- 4月 郡山シティーマラソン大会
- 5月 安達太良山開き
- 5月 郡山市こどもまつり
- 5月 ふくしまラーメンショー
- 5月 高柴デコ祭り
- 6月 郡山車両基地まつり
- 7月 鬼子母尊神例大祭
- 7月 サマーフェスタ IN KORIYAMA<ビール祭>
- 7月 湖まつり 湖上花火大会
- 8月 ふくやま夢花火
- 8月 郡山うねめまつり
- 8月 磐梯熱海温泉萩姫まつり
- 8月 あさか野夏まつり 郡山花火大会
- 8月 郡山布引風の高原まつり
- 9月 みちのく阿波おどり in 郡山
- 9月 海老根長月宵あかり〜秋蛍〜
- 9月 うつくしまYOSAKOIまつり
- 9月 安積國造神社秋季例大祭
- 10月 こおりやま産業博 KORIYAMA EXPO
- 10月 牧場まつり
- 10月 浄土松公園まつり
- 10月 唐傘行灯花火
- 11月 ビッグツリーページェント・フェスタ in KORIYAMA
- 12月 磐梯熱海温泉つるりんこ祭
- 12月 安積国造神社大鏡餅つき

### 伝統芸能
- 柳橋歌舞伎[39]（郡山市中田町）
- 湖南の会津万歳（こなんのあいづまんざい）
- 舘の早乙女踊り（たてのさおとめおどり）
- 高柴七福神踊り（たかしばしちふくじんおどり）
- 獅子舞（市内各所）
- 深谷のヨーサ踊り（ふかやのよーさおどり）

### 桜の名所

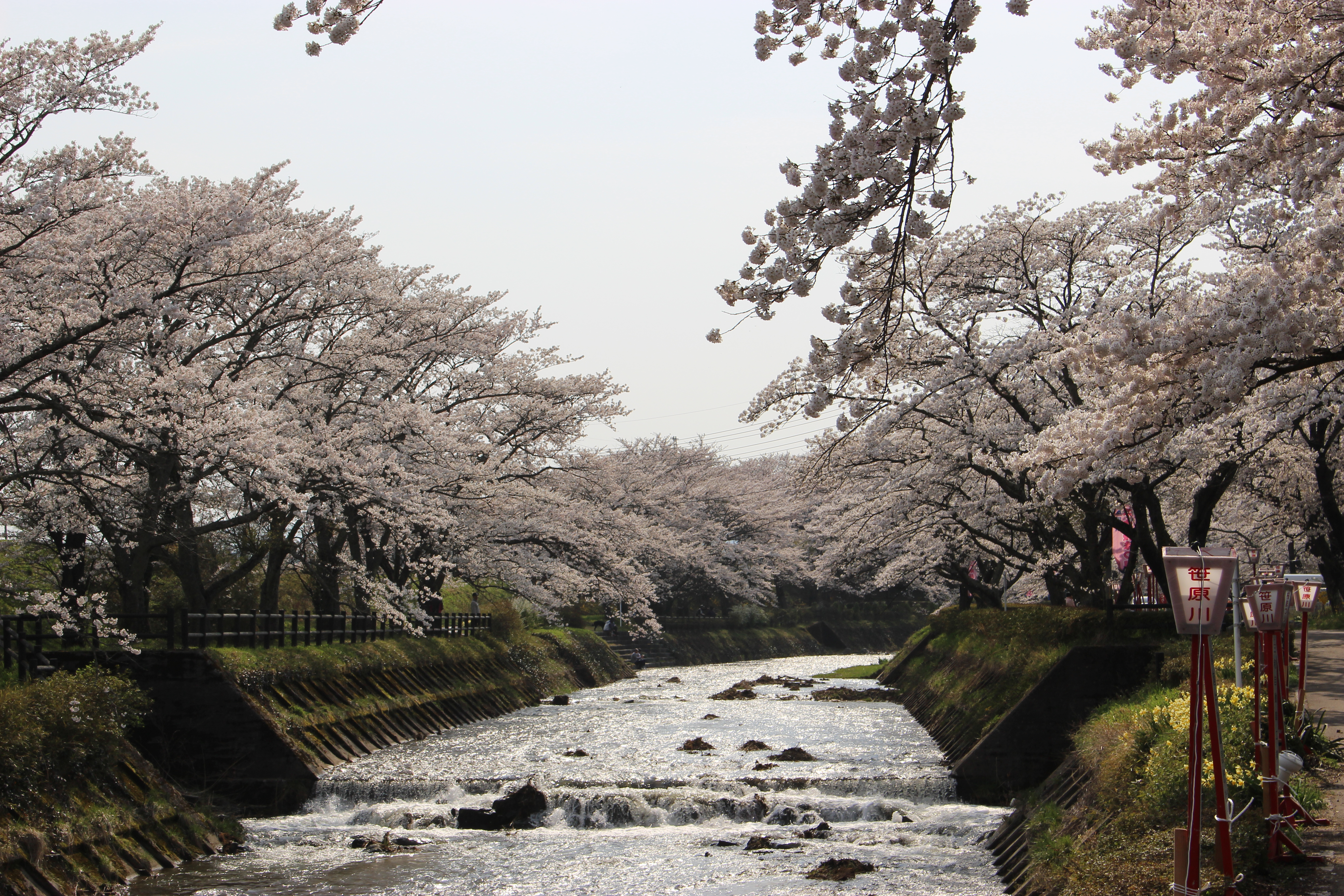
笹原川千本桜(2015年4月撮影)

- 紅枝垂地蔵ザクラ

三春滝桜の娘と言われる樹齢約400年のしだれ桜。市天然記念物。
- 開成山公園の桜

安積開拓時に植えられたソメイヨシノやヤマザクラなど約1300本の桜が咲き乱れる。開花時期にはライトアップや露天の出店も行われるなど、福島県内でも有数の花見の名所である。
- 笹原川千本桜

笹原川明神橋を中心に上下約2km、約1000本の桜並木が続く。

### グルメ・名産品
柏屋、三万石、かんのやなどの福島県を代表する菓子メーカーが市内に本店を構えている他、クリームボックスなどのご当地スイーツもあり、カフェやスイーツ店の新規開業も盛んであることなどから、市では菓子類を名物として紹介している。
ラーメン店は市内に約600軒ほどあり個性的なラーメンで競い合う激戦区となっている。
また日本でも数少ない地ウイスキーを販売する笹の川酒造を始め酒造会社も多く立地している。そして、JR郡山駅西口駅前は福島県内屈指の繁華街であり、駅前一丁目の通称「陣屋」と呼ばれる界隈にはスナックなどが多く立ち並び、日の出通りを始めとした駅前二丁目から大町界隈には昭和30 - 40年代の高度経済成長期にオープンしたレトロな居酒屋が今なお健在である。また本格バーも地方都市の中では有数の多さである。
近年はグリーンカレーを新たな名物として売り出している。
菓子類・食品など
- 薄皮饅頭
- ままどおる
- ゆべし
- カンニャボ（肝臓に効くとされる民間薬）
- キャベツ餅（逢瀬町などの郷土料理）

- クリームボックス
- 郡山グリーンカレー（愛好会が設立され活動中[43][44]）
- 郡山ブラック（ご当地ラーメン）
- 地酒（笹の川、金寶など）
- 酪王カフェオレ（名前を冠した菓子類などもあり）

農水産物
- あさか舞（特Aランクのブランド米）
- うねめ牛（黒毛和種雌牛のブランド牛）
- 鯉養殖（市町村別で生産量日本一[45]）

- 布引大根（布引山産、キメの細かさや甘みなどが特徴）
- 日本梨（12.5度以上の糖度とみずみずしさが特徴[46]

工業製品
- リチウムイオン二次電池（世界で初めて商業生産開始）

## スポーツ

### プロスポーツチーム
| チーム               | 種別             | リーグ          | 競技場                 | 設立   | 優勝回数 |
| -------------------- | ---------------- | --------------- | ---------------------- | ------ | -------- |
| 東北フリーブレイズ   | アイスホッケー   | アジアリーグ    | 磐梯熱海アイスアリーナ | 2008年 | 3回      |
| 福島ファイヤーボンズ | バスケットボール | B.LEAGUE        | 郡山総合体育館         | 2013年 |          |
| 福島レッドホープス   | 野球             | BCリーグ:東地区 | 開成山野球場 他        | 2014年 |          |

- 東北フリーブレイズ（アイスホッケー・2008年創立。アジアリーグに参戦、当市や青森県八戸市を始め東北各地をフランチャイズとし、磐梯熱海アイスアリーナで年間数試合を開催。ゼビオの孫会社が運営）
- 福島ファイヤーボンズ（B.LEAGUE所属。FSGカレッジリーグの関連団体である福島スポーツエンタテインメント株式会社が運営[47]）
- デンソー・エアリービーズ（バレーボールVプレミアリーグ所属。デンソーの子会社のデンソー福島が田村市にあることから、ホームタウンパートナー協定を結びサブホームタウンとなった）

### アマチュアスポーツチーム
- ビアンコーネ福島（サッカー・東北リーグ2部）
- アトレチコ郡山フェンリル（フットサル）
- ヨークベニマル硬式野球部（社会人野球：1999年に解散）
- 郡山ベースボールクラブ（社会人野球：2007年全日本クラブ野球選手権大会東北代表）

## 著名な出身者
- 安積艮斎 - 江戸時代末期の朱子学者
- 我妻祐太 - 元ジャニーズJr. ダンサー
- 池内泰明 - 元バスケットボール全日本代表主将
- 池津祥子 - 女優
- 石井綾子 - 元秋田放送アナウンサー
- 石塚恵太 - 元ジャニーズJr. シンガーソングライター
- 市川昭介 - 作曲家
- 市野治美 - 漫画家
- 伊藤工真 - 騎手
- 伊藤庄平 - 元労働事務次官
- 今泉亀撤 - 医師・眼科学者、元岩手医科大学名誉教授。名誉市民
- 今泉力哉 - 映画監督
- 今江千佳 - 女優
- 岩崎俊一 - 工学者、東北大学名誉教授
- 岩谷徹 - 版画家
- 岩本小弥加 - モデル
- 植木安里紗- モデル、タレント、女優
- 梅津泰臣 - アニメーター
- 遠藤純男 - ノースアジア大学教養部教授・柔道元銅メダリスト
- 大内登 - 元タレント
- 大内仁 - 元重量挙げ選手、メキシコシティオリンピック男子ミドル級銀メダリスト
- 大熊正二 - 元プロボクサー WBC世界フライ級王者
- 大関正義 - 俳優
- 大竹秀典 - プロボクサー 日本スーパーバンタム級王者。金子ボクシングジム所属。
- おおや和美 - 漫画家
- 大野均 - 元ラグビー選手、元ラグビー日本代表。東芝ブレイブルーパス所属
- 影山明仁 - 作家
- 柏原麻実 - 漫画家
- 鎌田光明 - 厚生労働官僚
- 菊池朝三 - 海軍少将、茨城県土浦市議会議員
- 熊田周八 - 旧鶴岡市第4代市長
- 熊田直紀 - プロサッカー選手、FC東京所属
- 熊澤歩哉（円神） - 俳優、声優、アーティスト
- 栗原貴宏 - 元バスケットボール選手、Bリーグ川崎ブレイブサンダースなどで活躍。その後現役引退し、現在は地元の福島ファイヤーボンズのアシスタントコーチ。
- 小林麻美 - 歌手
- こまるえいこ - 漫画家
- 近藤十郎 - (同志社女子大学、名誉教授)
- 斉藤暁 - 俳優
- 沙我（アリス九號.） - ヴィジュアル系ロックバンドベーシスト
- 相楽晴子 - 女性アイドル・女優
- 桜庭あつこ - 女優
- 佐々木隆志 - 会計学者、一橋大学教授
- 佐々木貴史 - 実業家、文化人タレント、「リライブシャツ」「リライブウェア」開発者、株式会社りらいぶ代表取締役
- 佐藤栄佐久 - 元福島県知事、自民党参議院議員
- 佐藤司 - 刑法学者、亜細亜大学名誉教授
- 清水優哉 - 子役
- 白鳥久美子 - お笑いコンビたんぽぽのメンバー
- 鈴木邦男 - 政治活動家・一水会元最高顧問
- 鈴木心 - 写真家
- 鈴木善太郎 - 小説家、劇作家、翻訳家
- 全田浩 - 元日本病院薬剤師会会長
- 貴杉奈央 - 声優
- TAKEO（Angelo） - ヴィジュアル系ロックバンドドラマー
- 田島貴男（ORIGINAL LOVE） - ミュージシャン（ボーカル、ギター）
- 田母神俊雄 - 航空自衛隊第29代航空幕僚長
- 丹野瑞希 - バレーボール選手、アランマーレ山形所属
- 坪井栄孝 - 前世界医師会会長・日本医師会会長、慈山会医学研究所理事長。名誉市民
- 円谷義広 - 元自転車競技選手、1984年のロサンゼルスオリンピック及びソウルオリンピック出場
- 長沢美樹 - 声優
- 中野富雄 - フルート奏者
- 成瀬瑛美 - 歌手・声優・タレント、アイドルグループ（でんぱ組.inc）元メンバー
- 西田敏行 - 俳優
- 弐瓶勉 - 漫画家
- 根本拓 - 自民党衆議院議員
- 根本匠 - 元自民党衆議院議員、厚生労働大臣（21代）、復興大臣（2代）。
- 根本正勝 - 俳優
- 野村美月 - 作家
- 橋本一郎 - 少年画報社「増刊ヤングコミック」編集長
- 橋本まさを - ものまね芸人
- 長谷部百合 - 漫画家
- 馬場雄基 - 立憲民主党衆議院議員
- 浜津守 - アニメーター
- 榛野なな恵 - 漫画家
- 日丸屋秀和 - 漫画家
- 平季唯 - シンガーソングライター
- 廣木隆一 - 映画監督
- 福島学 - プロボクサー 元日本スーパーバンタム級、元OPBF東洋太平洋同級王者
- 古川日出男 - 作家
- 本田武史 - フィギュアスケート選手
- 本名徹次 - 指揮者
- まこ、みなみ（まこみな） - 「双子ダンス」の二人組ユニット
- 増子輝彦 - 元国民民主党参議院議員
- 増子敦貴（GENIC）ボーカリスト　俳優
- 麻亜里 - モデル
- 丸山夏鈴 - 女性アイドル・タレント
- 三浦哲哉 - 映画批評家
- 三上彩 - バレーボール選手
- 三坂耿一郎 - 彫刻家。名誉市民
- 村田美穂 - 元バレーボール選手
- 目黒安希 - バレーボール選手、埼玉上尾メディックス所属 ※「目黒優佳」の実妹
- 目黒優佳 - バレーボール選手、JTマーヴェラス所属 ※「目黒安希」の実姉
- MOTOAKI（eroica） - ロックバンドドラマー
- 柳沼愛子 - 元テレビユー福島アナウンサー。現在はフリー
- 柳沼淳子 - アナウンサー、セント・フォース所属。
- 箭内道彦 - クリエイティブ・ディレクター
- 箭内夢菜 - 女優、ファッションモデル
- 山川惣治 - 絵物語作家・紙芝居作家
- 八巻智美 - 車椅子アスリート、北京パラリンピック銀メダリスト
- 湯浅譲二 - 作曲家
- 吉田泰授 - プロサッカー選手、モンテディオ山形
- 吉田真希子 - 元陸上選手、元東邦銀行陸上部所属。
- 和田青児 - 演歌歌手

当市在住のアーティスト
- SOH（GReeeeN）
- 藤井敬之（音速ラインボーカル）。出身は福島県いわき市
- 過足裕（元STRIKE PER MINUTESのドラマー）

## 当市が舞台となった作品

### 小説
- 『安積沼（あさかのぬま）』（山東京伝）
- 『貧しき人々の群』（宮本百合子）
- 『あだたら卓球場決闘ラブソング』（野村美月）

### 漫画
- 『未確認で進行形』（荒井チェリー）
- 『忍者シノブさんの純情』（ゆずチリ）
- 『うさみくんのひみつ！』（兎茶まる）

### 映画
- 『喜劇 駅前温泉』（1962年、東宝）
- 『不良番長　出たとこ勝負』（1970年、東映）
- 『百万人の大合唱』（1972年、東宝）
- 『昭和残侠伝　破れ傘』（1972年、東映）
- 『退屈な日々にさようならを』（2017年）

### アニメ
- 『未確認で進行形』（2014年、未確認で進行形製作委員会）[48][49]
- 『緑山高校』（桑沢篤夫）

### 和歌
- みちのくの あさかのぬまの 花かつみ かつ見る人に こひやわたらむ（古今和歌集 巻第14恋歌4・677、読人不知）[注釈 2]

### 伝説
- 『赤沼のおしどり』（小泉八雲『怪談』の『おしどり』の元となった伝説[50]
- 『采女伝説』（郡山うねめまつりの元となった伝説）